# Innerdeutsche Grenze

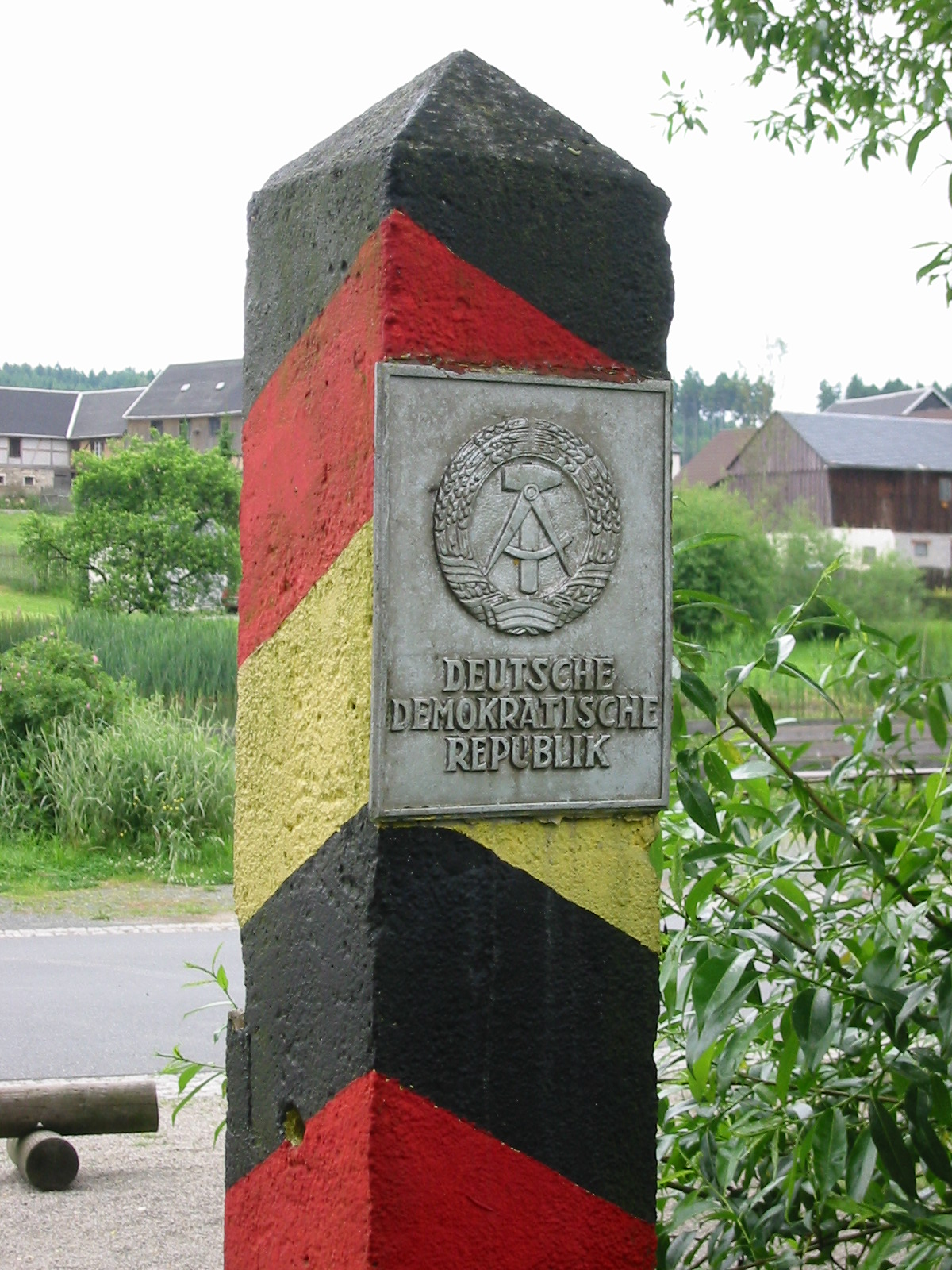
DDR-Grenzsäule in Mödlareuth

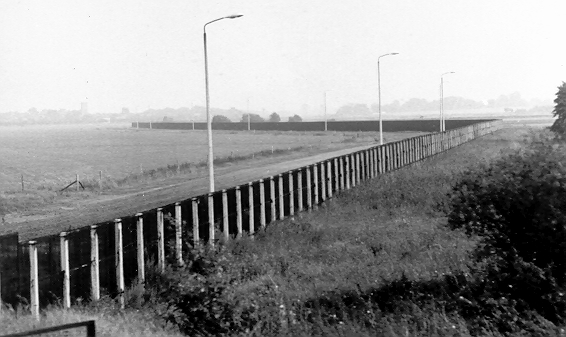
Innerdeutsche Grenze 1970 bei Oebisfelde – vom Interzonenzug aus gesehen

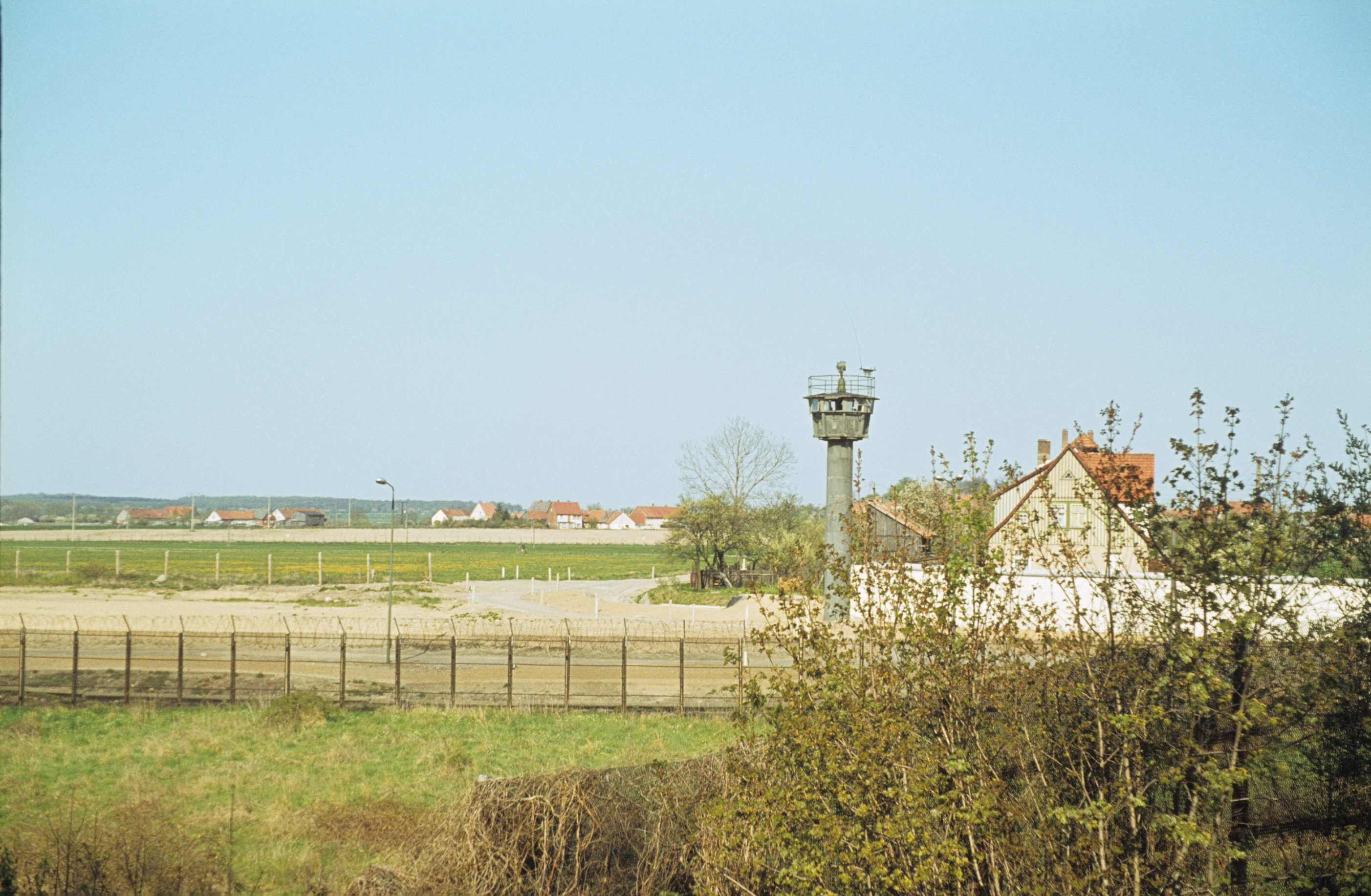
Innerdeutsche Grenze Ende der 1970er Jahre im Bereich nördlicher Harz

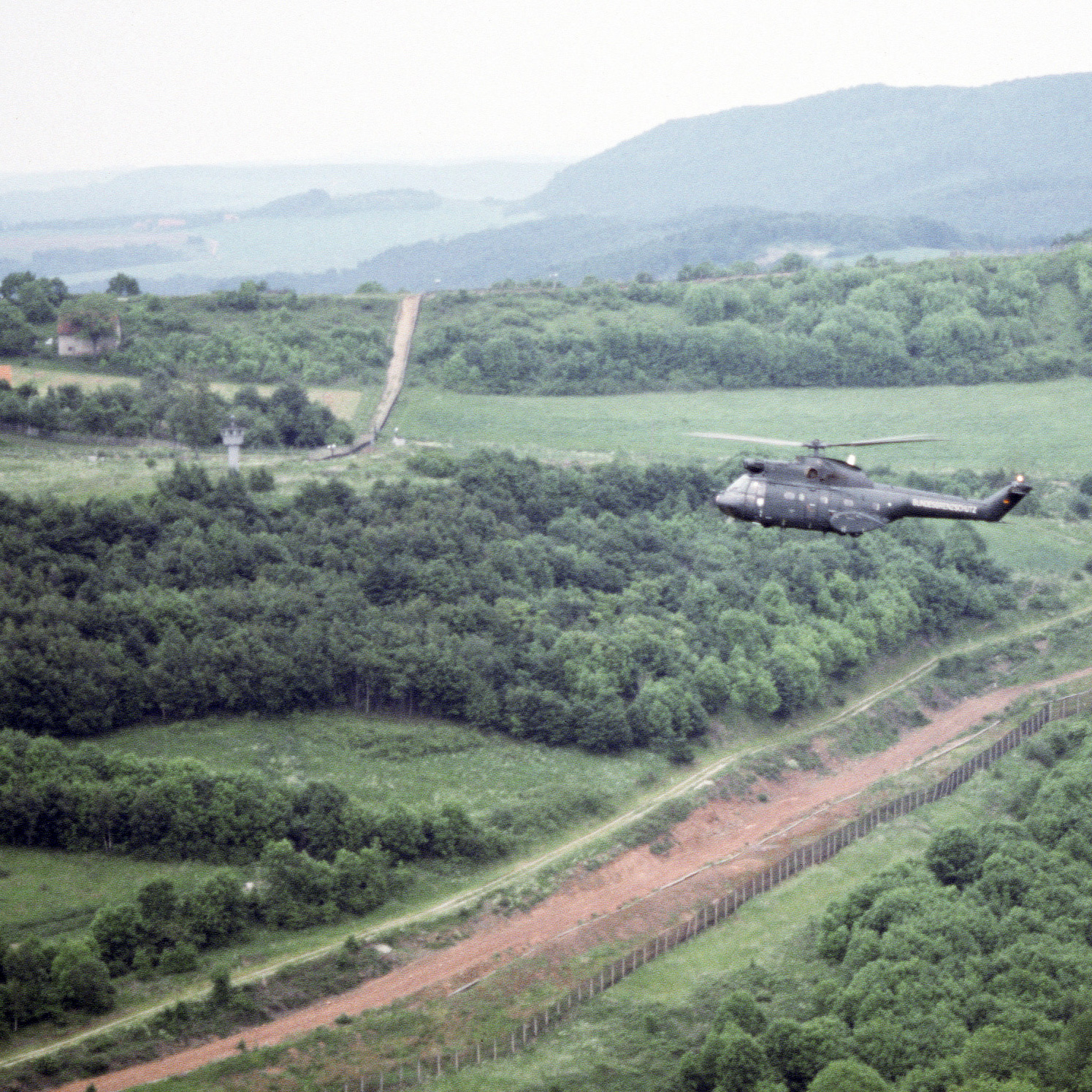
Innerdeutsche Grenze 1986 bei Rimbach im Eichsfeld aus der Luft

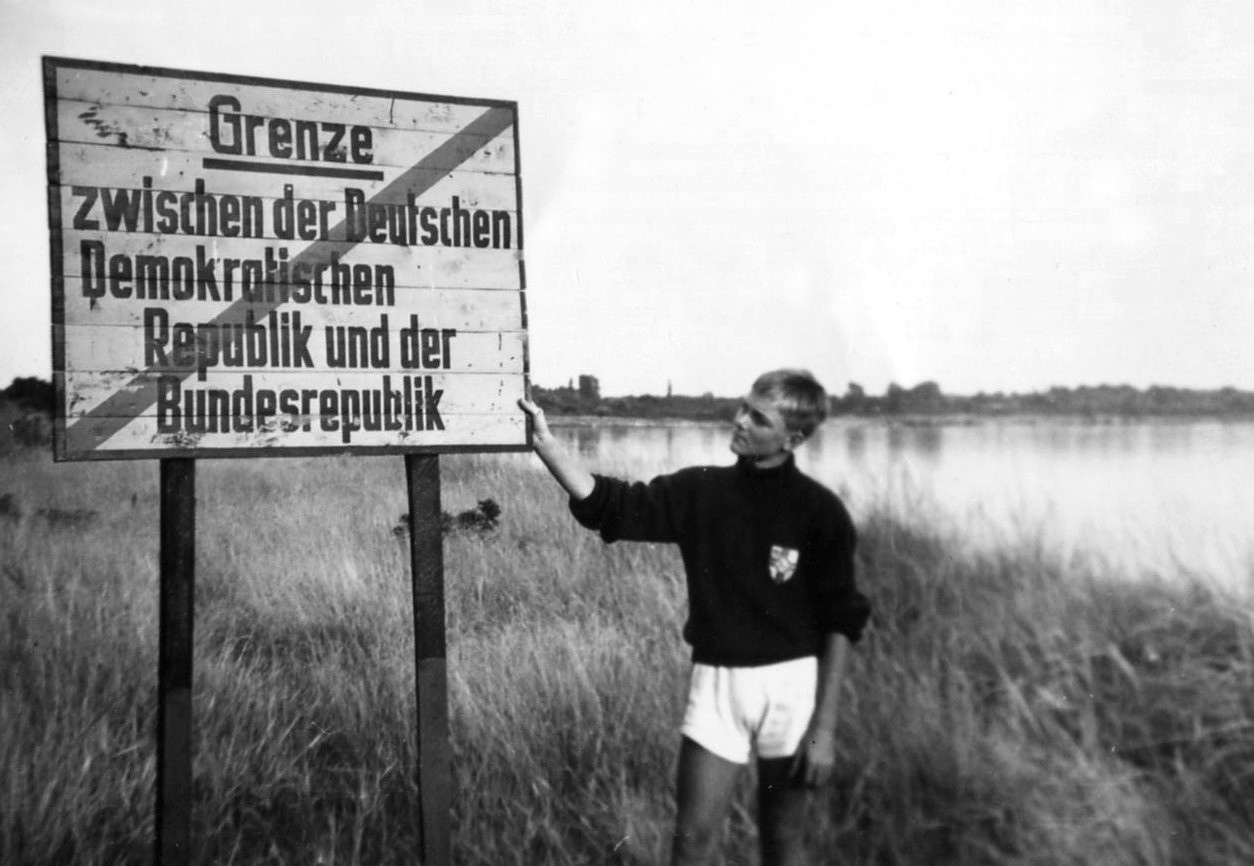
Innerdeutsche Grenze am Priwall 1959

Die knapp 1400 Kilometer lange innerdeutsche Grenze (auch als deutsch-deutsche Grenze bezeichnet) hinderte bis 1989 durch massive Befestigungen die Einwohner der Deutschen Demokratischen Republik an Besuchen der Bundesrepublik Deutschland oder dem dauerhaften Verlassen in Richtung Westen. Zu ihr zählte nicht der Teil der Grenze der DDR zu Berlin, dessen Westsektoren innerhalb Berlins ab 1961 mit der Berliner Mauer abgesperrt waren. Der Verlauf der Demarkationslinien zwischen den westlichen Besatzungszonen und der Sowjetischen Besatzungszone (SBZ) wurde von den Hauptsiegermächten des Zweiten Weltkrieges in mehreren Konferenzen festgelegt und bestand in dieser geografischen Form nach der Gründung der Bundesrepublik Deutschland und der Gründung der DDR im Jahre 1949 fort. Die Grenze begann im Süden am Dreiländereck Bayern, Sachsen / DDR, Tschechoslowakei und endete an der Ostsee in der Lübecker Bucht auf der Halbinsel Priwall. Im Kalten Krieg war sie militärisch und geopolitisch betrachtet ein Teil des Eisernen Vorhangs.
Seit November 1989, nach der Wende und friedlichen Revolution in der DDR, erfolgte ihr Rückbau und eine Umwandlung zu einer besonderen Ökozone als Grünes Band zwischen den Teilen Europas.

## Trennung zweier Welten
Beide deutsche Staaten bezeichneten die deutsch-deutsche Grenze bis 1956 offiziell als „Demarkationslinie“, die DDR dann als „Grenze“ und ab 1964 als „Staatsgrenze“. In Westdeutschland blieb sie die „Demarkationslinie“, umgangssprachlich häufig die „Zonengrenze“, denn die DDR galt bis zum Abschluss des Grundlagenvertrags als „SBZ“ (Sowjetische Besatzungszone), „Sowjetzone“, „Ostzone“ oder schlicht als „Zone“, wobei bis zur Wiedervereinigung Springer-Zeitungen die Abkürzung „DDR“ nur in Anführungsstriche setzten, um damit die Nicht-Anerkennung auszudrücken.
Als die Bundesrepublik Deutschland 1972 im Grundlagenvertrag die DDR staatsrechtlich als eigenen Staat anerkannte, wurde diese Grenze auch formal eine Staatsgrenze. Allerdings wurde die DDR bis zu ihrem Ende durch die Bundesrepublik Deutschland nie völkerrechtlich als Ausland angesehen, dies hätte schon dem Wiedervereinigungsgebot des Grundgesetzes widersprochen: Dadurch war die 1967 von der DDR eingeführte eigene Staatsbürgerschaft durch die Bundesrepublik so ausgelegt, dass Bürger der DDR als Deutsche im Sinne der Artikel 16 und 116 des Grundgesetzes galten.
Auf Seite der DDR wurde entlang der Grenze ab 1952 ein etwa 5 km breites Sperrgebiet abgeriegelt, aus dem als „politisch unzuverlässig“ geltende Bewohner ausgewiesen wurden und das die verbliebenen Bewohner nur mit einem Passierschein betreten durften, den sie an zahlreichen Kontrollpunkten vorzeigen mussten. Auf westdeutschem Gebiet wurden entlang der Grenze zur DDR und zur Tschechoslowakei ein etwa 40 km breiter Streifen als Zonenrandgebiet ausgewiesen. Um der wirtschaftlichen Benachteiligung und der Abwanderung aus diesen Gebieten entgegenzuwirken, wurden diese Gebiete durch die Zonenrandförderung besonders unterstützt.
Der auf östlicher Seite 1952 angelegte, bis zu 500 m breite „Schutzstreifen“ entlang der Grenze, der viele Jahrzehnte lang weitgehend unberührt war, hat sich zu einem Rückzugsgebiet für viele vom Aussterben bedrohte Tier- und Pflanzenarten entwickelt. Kurz nach dem Mauerfall 1989 gründeten der Bund für Umwelt und Naturschutz Deutschland (BUND) und der Freistaat Thüringen das Naturschutzprojekt Grünes Band Deutschland, das einen großen Teil der ehemaligen Grenzgelände umfasst.

## Geschichte

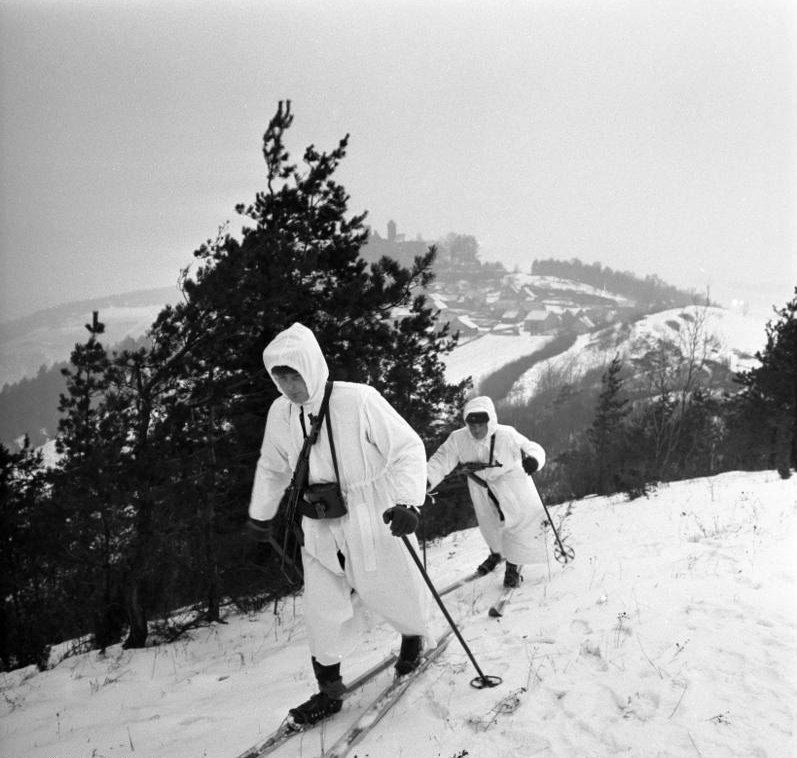
Grenzstreife der Grenztruppen der DDR in Thüringen (1965)

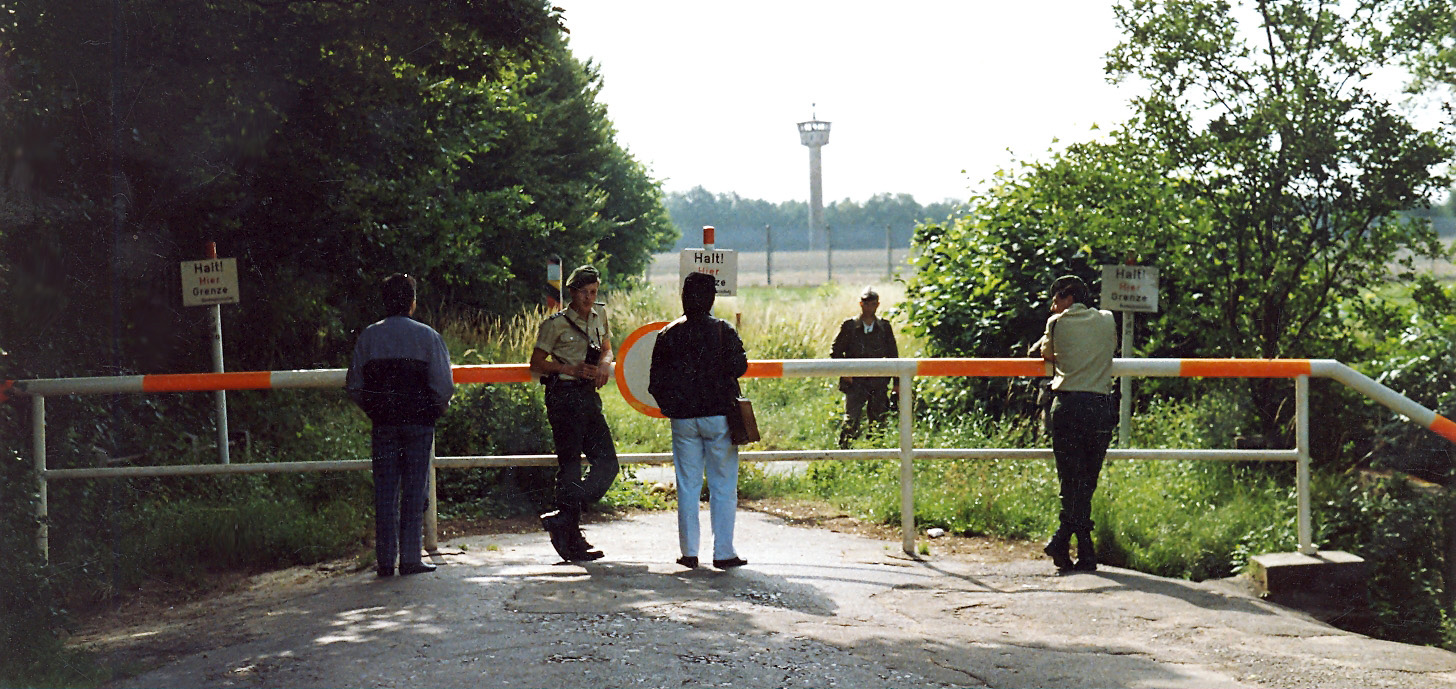
Innerdeutsche Grenze bei Herrnburg (Juli 1989)

### Vom Kriegsende bis in die 1960er Jahre
Nach dem Zweiten Weltkrieg wurde der größte Teil des Reichsgebiets durch die Siegermächte in Besatzungszonen eingeteilt. Durch den Zusammenschluss als Bizone und später Trizone zu einem Vereinigten Wirtschaftsgebiet entfielen die Grenzen der Besatzungszonen in Westdeutschland. So bezog sich der Begriff „Zonengrenze“ nur noch auf die Grenze zwischen der Sowjetischen Besatzungszone und dem Besatzungsgebiet der Westalliierten in Deutschland. Mit der Konstituierung der Bundesrepublik Deutschland und der Deutschen Demokratischen Republik wurde 1949 aus der Zonengrenze die deutsch-deutsche Grenze. Im allgemeinen und im amtlichen Sprachgebrauch der Bundesrepublik blieben Zonengrenze und innerdeutsche Grenze erhalten. Dazu trug bei, dass das wirtschaftlich benachteiligte Gebiet entlang der Grenze in der Bundesrepublik als Zonenrandgebiet bezeichnet und sowohl rechtlich als auch finanziell (Zonenrandförderung) gefördert wurde.
Die DDR riegelte die Demarkationslinie zur Bundesrepublik aufgrund der Verordnung über Maßnahmen an der Demarkationslinie zwischen der Deutschen Demokratischen Republik und den westlichen Besatzungszonen vom 26. Mai 1952 verstärkt ab. Über die gesamte Grenzlänge wurde eine 5 km breite Sperrzone eingerichtet, um die steigenden Flüchtlingszahlen einzudämmen. Der grenznahe Verkehr mit Interzonenpässen wurde aufgehoben. Von den 345.000 betroffenen Personen, die in der Sperrzone lebten, wurden 11.000 enteignet und zwangsweise umgesiedelt, weil sie im Verdacht standen, Fluchthelfer gewesen zu sein. Der Grenzstreifen wurde gerodet und streng überwacht. Nur mit Sondergenehmigung und mit einem Stempel im Personalausweis wurde der Grenzübertritt gestattet.
Der Privilegierte Eisenbahn-Durchgangsverkehr auf den Eisenbahnstrecken, die ein kurzes Stück durch den jeweils anderen Teil Deutschlands verkehrten, wurde bis auf wenige Ausnahmen eingestellt. Die verstärkte Abriegelung wurde am 18. Juni 1954 mit der Anordnung über die Neuregelung der Maßnahmen an der Demarkationslinie zwischen der DDR und Westdeutschland formell geregelt; am 3. Mai 1956 wurde sie von der Verordnung zur Erleichterung und Regelung der Maßnahmen an der Grenze zwischen der Deutschen Demokratischen Republik und der Deutschen Bundesrepublik abgelöst. Seit dem 19. März 1964 galt stattdessen die Verordnung zum Schutze der Staatsgrenze der Deutschen Demokratischen Republik, die schließlich nach mehreren Änderungen am 25. März 1982 vom Gesetz über die Staatsgrenze der Deutschen Demokratischen Republik ersetzt wurde. Dieses galt bis zum Inkrafttreten des Einigungsvertrages.

### Auswirkungen des Grundlagenvertrags
1972 wurde in einem Zusatzprotokoll zum Grundlagenvertrag zwischen der Bundesrepublik Deutschland und der DDR eine Überprüfung und eindeutige Markierung des Grenzverlaufes vereinbart. Die deutsch-deutsche Grenzkommission konstituierte sich am 1. Januar 1973 und nahm am 4. September 1973 ihre Arbeit mit Grenzmarkierungen bei Lübeck auf. Am 29. November 1978 wurde in Bonn ein „Protokoll zwischen der Regierung der Deutschen Demokratischen Republik und der Regierung der Bundesrepublik Deutschland über die Überprüfung, Erneuerung und Ergänzung der Markierung der zwischen der Deutschen Demokratischen Republik und der Bundesrepublik Deutschland bestehenden Grenze, die Grenzdokumentation und die Regelung sonstiger mit dem Grenzverlauf im Zusammenhang stehender Probleme“ vorgelegt.
Ab dem 2. Mai 1974 unterhielt man Ständige Vertretungen der Bundesrepublik Deutschland und der Deutschen Demokratischen Republik in Ost-Berlin (hier: bei der DDR, nicht in der DDR) bzw. Bonn, keine Botschaften oder Konsulate. Eine eigenständige DDR-Staatsbürgerschaft wurde von der Bundesrepublik nicht anerkannt, das heißt: Ein DDR-Bürger war Deutscher im Sinne des Grundgesetzes und hatte Anspruch auf einen bundesdeutschen Pass. Die DDR war für die Bundesrepublik Zollinland.
Als Gegenleistung für einen von Franz Josef Strauß vermittelten Kredit in Höhe von einer Milliarde Deutsche Mark (nach heutiger Kaufkraft rund 1.110 Mio. Euro) wurden im November 1984 auf Druck der Bundesregierung die Selbstschussanlagen abgebaut, Erdminen gesprengt (beides gab es nicht an der Berliner Mauer) und Hundelaufanlagen abgebaut.
Die Öffnung des Eisernen Vorhangs, die Prager Ausreise von 17.000 Botschaftsflüchtlingen und der Fall der Berliner Mauer
führten 1989/90 zur deutschen Wiedervereinigung. Die deutsche Teilung und die innerdeutsche Grenze waren überwunden. Es gibt nur noch Ländergrenzen der Bundesländer.
Von der DDR in die Bundesrepublik flüchteten von 1949 bis zum Mauerfall ungefähr vier Millionen Menschen; im selben Zeitraum siedelten etwa 200.000 Personen von der Bundesrepublik in die DDR über.

## Grenzsicherungsmethoden

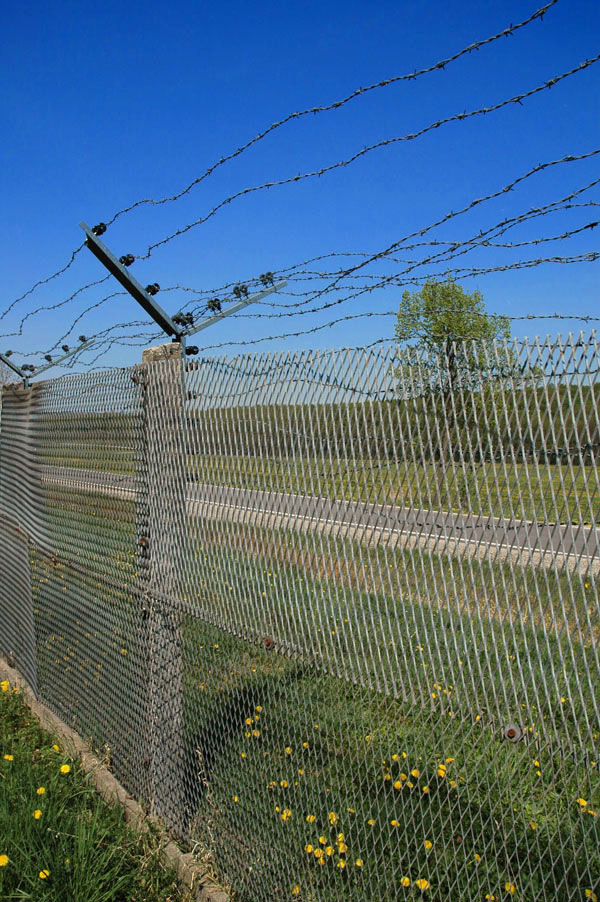
Grenzsignalzaun im Deutsch-deutschen Freilandmuseum bei Behrungen

Merkblatt zum Sperrsystem (1980er Jahre)

Merkblatt des GSK Küste

Entlang der Grenze zu Schleswig-Holstein, Niedersachsen, Hessen und Bayern galt seit 1952 eine Verordnung, die auf dem Gebiet der DDR ein 5 Kilometer breites Sperrgebiet vorsah. Jeder Grenzübertritt war fortan genehmigungspflichtig. Im Sperrgebiet lag an der Grenze ein 500 Meter breiter Schutzstreifen und unmittelbar davor ein 10 Meter breiter Kontrollstreifen. Für das Betreten des Sperrgebiets galt Passierscheinpflicht, wofür die Bewohner sich registrieren lassen mussten. Kurz nach Inkrafttreten der Verordnung erfolgte mit der schlagartigen Aktion Ungeziefer die Zwangsaussiedlung tausender als politisch unzuverlässig angesehener Familien aus der Sperrzone ins Innere der DDR. Das Betreten des Kontrollstreifens war verboten. Grenzpolizisten konnten ihre Schusswaffen nicht nur, wie bisher, gegen bewaffnete Grenzdurchbrecher oder zur Selbstverteidigung gebrauchen, sondern auch bei jeder „Nichtbefolgung“ ihrer Anordnungen im Grenzgebiet. Seither baute die DDR die deutsch-deutsche Grenze immer stärker aus, um die Massenflucht ihrer Bewohner in den Westen zu unterbinden. Den letzten noch offenen Weg dorthin verschloss im August 1961 die Berliner Mauer, die in der DDR offiziell antifaschistischer Schutzwall genannt wurde. An der Grenze waren etwa 30.000 Grenzsoldaten der Grenztruppen der DDR stationiert; sie hatten bis April 1989 den Befehl, die Flucht auch mit Todesschüssen auf den Flüchtling zu unterbinden (→ Schießbefehl).

### Kontrollstreifen und Sperrzone
Der zehn Meter breite (gepflügte) Kontrollstreifen wurde auch „Todesstreifen“ genannt. Die ursprünglichen hölzernen Wachtürme für die DDR-Grenztruppen wurden in den 1960er Jahren zunächst durch zylindrische, später durch viereckige Betontürme für drei bis fünf Soldaten ersetzt. Die Türme wiesen häufig Schießscharten im 2. Zwischengeschoss auf. Die Ausrüstung bestand neben der Bewaffnung der Soldaten aus Signalmitteln, Kartenmaterial, einer Fernmeldestandleitung und einem Suchscheinwerfer mit 360 Grad Schwenkbereich, später zum Teil auch aus Videokameras. Der mit Stacheldraht gesicherte Schutzstreifen wurde systematisch von allen möglichen Sichthindernissen geräumt, hierzu wurden Planierungen vorgenommen. Der Schutzstreifen wurde von an Laufanlagen befestigten Kettenhunden, sogenannten Trassenhunden, bewacht. Flusspassagen und -übergänge wurden durch tiefreichende Sperrgitter gesichert. Betonelemente wie in der Berliner Mauer wurden bei grenznahen Siedlungen verwendet, zum Beispiel in Mödlareuth und Dassow. Ansonsten bestand die innerdeutsche Grenze aus mehreren Metallgitterzäunen mit Signalanlagen und Gräben. Nachts wurde der Schutzstreifen beleuchtet. Es existierten insgesamt 870 km Grenzzaun. 602 km Grenzzaun waren mit Kfz-Sperrgräben und 434 Beobachtungstürmen versehen. Der eigentliche Grenzzaun war zunächst ein einfacher hüfthoher Stacheldrahtzaun, nach 1961 ein schwer überwindbarer doppelter Stacheldrahtzaun (als Begrenzung von Minenfeldern) beziehungsweise ein Streckmetallgitterzaun mit Selbstschussanlagen. Mitunter bestand er aus einer Mauer mit oben aufliegendem runden Abschluss aus geschlitzten Asbestzementröhren (wie in Berlin), um ein Übersteigen zu erschweren. Hinter dem Grenzzaun wiederum folgte bis zur eigentlichen Grenzlinie ein von der jeweiligen Geländetopographie abhängiges Areal, das fälschlicherweise von westlichen Besuchern der Grenze als Niemandsland angenommen bzw. von östlichen „Republikflüchtigen“ oft schon als westdeutsches Gebiet fehlgedeutet wurde. Auch Bundesbürger lösten hier Grenzvorfälle aus, wenn sie leichtfertig in dieses Gebiet vordrangen. Das Betreten der 5-km-Sperrzone und des Schutzstreifens war nur unter besonderen Bedingungen gestattet, für Anwohner etwa durch einen Vermerk im Personalausweis, für Besucher durch einen extra auszustellenden Passierschein. Monteure und Techniker, die beispielsweise Stromleitungen oder Brücken zu reparieren hatten, durften sich nur unter Begleitung eines Wachkommandos in dem jeweiligen Grenzabschnitt aufhalten. In Wachtürmen und Bunkern postierte Grenzsoldaten hatten jedes verdächtige Ereignis zu melden. Im Hinterland patrouillierten motorisierte Grenzaufklärer. Ab 1972 wurden einige Orte wie Sonneberg, Creuzburg, Gefell oder Kaltennordheim aus der Sperrzone herausgenommen.

### Landminen und Selbstschussanlagen
Zur Grenzsicherung wurden auch Selbstschussanlagen installiert und etwa 1,3 Millionen Landminen verlegt. Bei Gewitter wurden die Selbstschussanlagen und der elektrische Zaun abgestellt, da sonst zu viele Fehlzündungen ausgelöst worden wären. Diese Lücke in der Grenzsicherung war jedoch landläufig nicht bekannt und wurde von Flüchtigen daher nie bewusst ausgenutzt. Ab 1971 wurden auf einer Länge von 450 Kilometern 71.000 Selbstschussanlagen (Splitterminen) SM-70 an dem vorderen Metallgitter-Grenzzaun platziert. Wegen ihrer von den Grenztruppen geschätzten hohen Wirksamkeit wurde eine Stückzahl-Erhöhung der Splitterminen für 1982/83 vorgesehen. 230 km Grenzzaun bestanden aus Minenfeldern PPM-2. Erst auf Drängen seitens der Bundesrepublik Deutschland wurden die Landminen 1984 gesprengt und die Selbstschussanlagen abgebaut.

### Präventive Grenzsicherung
Auch weit vor der Sperrzone wurden Personenbewegungen überwacht. Die Verhinderung von Republikflucht machte einen Hauptteil der Tätigkeit der Stasi aus, vielfach wurden Fluchtwillige bereits vor der Flucht observiert und mit dem Vorwurf der geplanten Republikflucht inhaftiert. Fuhr ein normaler Reisezug planmäßig in Orte, die in der Nähe der Grenze lagen, wurden verdächtige Reisende während der Fahrt von der Transportpolizei, der Volkspolizei oder von „freiwilligen Helfern der Grenztruppen“ (von denen es ca. 3000 gab) kontrolliert und zum Reiseziel befragt. Wurden Personen ohne Passierschein in der 5-Kilometer-Sperrzone angetroffen, wurden sie dem zuständigen Grenzkommando gemeldet. (Der ungesetzliche Grenzübertritt – die „Republikflucht“ – war ab 1968 eine Straftat. Die Höchststrafe betrug fünf Jahre Gefängnis. Die Vorbereitung und der Versuch waren strafbar.) Daneben gab es republikweit in Grenzkreisen, Grenzorten und Betrieben des Grenzgebietes noch ca. 500 Grenzsicherheitsaktive, deren freiwillige zivile Mitglieder ebenfalls Überwachungsaufgaben wahrnahmen. Durch diese umfassende Überwachung konnten 90 % aller Fluchtwilligen schon weit vor dem eigentlichen Grenzzaun gestellt werden.

### Berliner Mauer

Viersektorenstadt Berlin

Das letzte Loch der innerdeutschen Grenze war die Grenze zwischen den Westsektoren und dem Ostsektor in Berlin. Die Außengrenze Berlins war bereits seit 1949 durch den Ring um Berlin ähnlich gesichert wie die innerdeutsche („grüne“) Grenze, als die DDR mit dem Mauerbau am 13. August 1961 diesen Weg verschloss. Nach Einführung der Visa-Pflicht für Ausländer und Staatenlose ab 1. Januar 1977 für den Ostteil Berlins hob die DDR-Regierung die Kontrollposten an der Grenze Ost-Berlins zum Umland auf.

### Personenschleusen

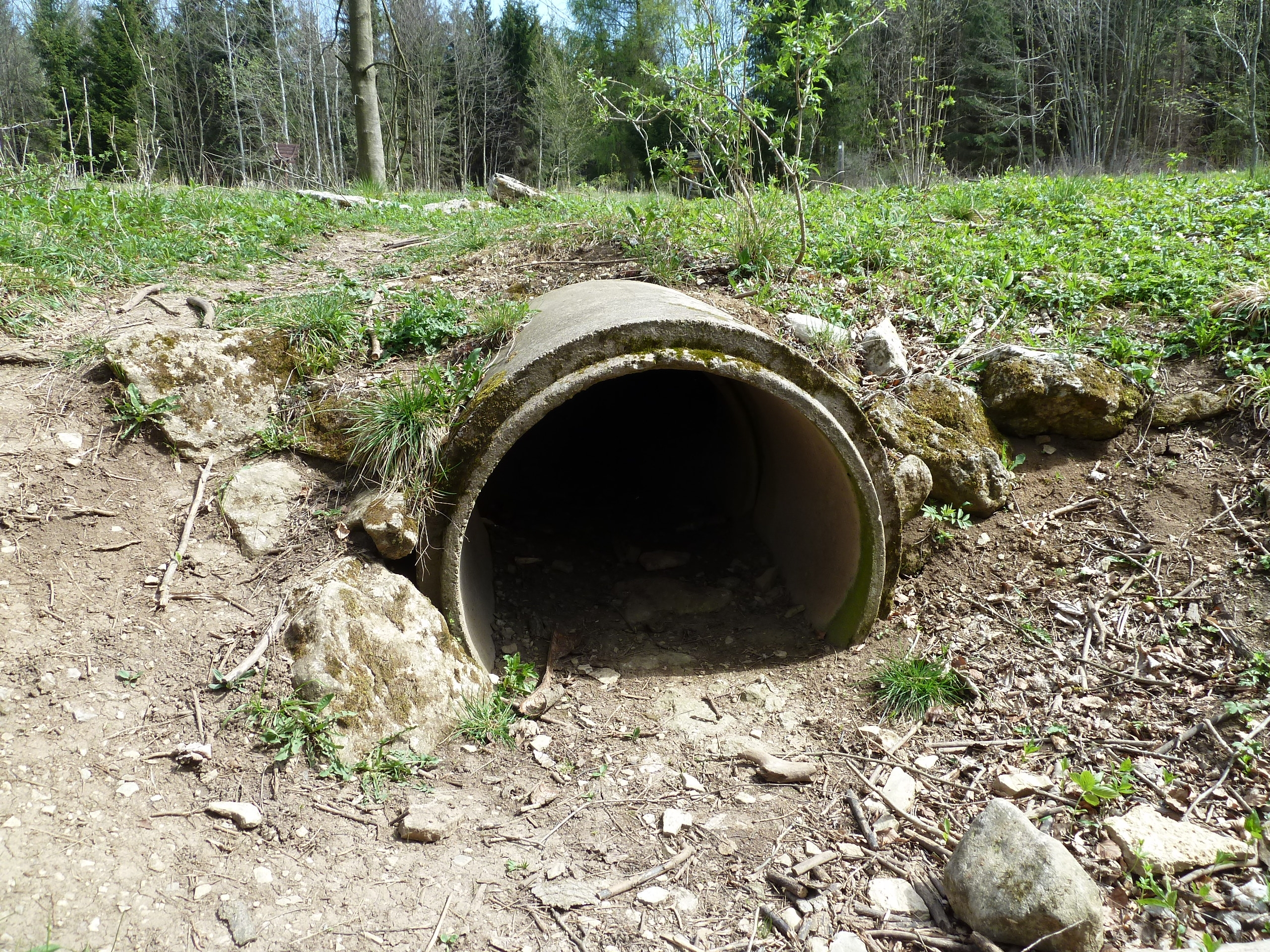
Betonröhre zur DDR-Agentenschleusung auf dem Höhenzug Gobert, Blick von Westen

In die Sperranlagen an der Grenze wurde eine größere Anzahl von strikt geheim gehaltenen Schleusen eingebaut, die operative Grenzschleusen genannt wurden. Sie wurden von den Mitarbeitern der ‚Abteilung Verkehr‘ beim Zentralkomitee der SED und den von ihnen eingerichteten „Westgruppen“ genutzt, um illegal Personen, vor allem Funktionäre der KPD und der SED, in den Westen und wieder zurück zu „schleusen“, Geldsendungen für die KPD und später die DKP, Informationsmaterial für Parteifunktionäre sowie Propagandamaterial in die Bundesrepublik zu bringen. Auch das Ministerium für Staatssicherheit (MfS) unterhielt solche Schleusen zu nachrichtendienstlichen Zwecken. Bekannt wurde hier die Agentenschleuse im Bahnhof Berlin Friedrichstraße. Die Glienicker Brücke zwischen West-Berlin und Potsdam durfte lediglich von den Angehörigen der alliierten Streitkräfte benutzt werden. In Potsdam befanden sich die Militärmissionen der drei Westmächte für die DDR.
Die Benutzung der geheim gehaltenen Übergänge war ab den späten 1950er Jahren der für die Überwachung der Armee und Grenztruppen zuständigen Hauptabteilung I des MfS unterstellt.

### Sperrgebiete und geschleifte Dörfer
Als schwer zu überwachen und damit problematisch wurden Gehöfte, Betriebe und kleinere Dörfer in unmittelbarer Grenznähe angesehen. Mehrheitlich wurde deren Aufgabe erzwungen; die Bewohner wurden nach und nach umgesiedelt, die Gebäude geschleift. Größere Ortschaften, beispielsweise Großburschla oder Großensee, wurden hingegen verschont, obwohl deren topographische Lage extrem ungünstig für die Überwachung der Grenzanlagen war. Beispiele für abgesiedelte Dörfer sind Billmuthausen (etappenweise von 1965 bis 1978 abgetragen), Erlebach (etappenweise von 1975 bis 1986) und Leitenhausen (1971) im Landkreis Hildburghausen. An der innerdeutschen Grenze sind Dutzende Dörfer auf diese Weise zu politischen Wüstungen geworden. Weitere betroffene Dörfer und Weiler: Bardowiek, Broda (Rüterberg), Christiansgrün (Spechtsbrunn), Dornholz, Greifenstein, Grabenstedt, Hasenreuth, Heiligenroda, Jahrsau, Karneberg (Wendehausen), Kaulsroth, Kleintöpfer, Korberoth, Krendelstein, Lankow, Lenschow (Lüdersdorf), Liebau, Lieps, Markusgrün, Neuhof, Neu Gallin, Niederndorf, Ruppers (Stedtlingen), Scharfloh (Wendehausen), Schmerbach, Schwarzenreuth, Schwenge, Stöckigt, Stresow, Taubenthal, Troschenreuth, Vockfey, Wahlsdorf, Wehningen, Zarrentin-Strangen. Dazu kommen Wüstungen an der Grenze zwischen der ČSSR und der DDR, die etwa 50 km ab dem bayrisch-tschechischen Dreiländereck ebenso militärisch gesichert wurde wie die innerdeutsche Grenze. Dort wurden u. a. zerstört und eingeebnet: Ebersberg, Gottmannsgrün, Gräben im Thale, Hammerleithen, Kugelreuth, Pabstleithen, Wieden (fast alle im Kreis Oelsnitz gelegen). Die Postleitzahlen der geschleiften Hofstellen und Dörfer wurden zur Tarnung in den Verzeichnissen weitergeführt.
Es gab auch den Wechsel von Häusern aus dem Gebiet der DDR in die Bundesrepublik, so in Kleinlichtenhain, als es zu Kleintettau im bayerischen Landkreis Kronach kam. Das Leben im Sperrgebiet wurde von vielen dort lebenden Menschen als eine enorme psychische Belastung empfunden. Eingaben und Beschwerden wurden auch von der Kirche und gesellschaftlichen Organisationen an die Regierung weitergeleitet. Die Staatsführung sah sich deshalb veranlasst, den Einwohnern eine finanzielle Entschädigung zu zahlen, die als „Sperrgebietszuschlag“ bezeichnet wurde.

### Grenzsicherung an den DDR-Grenzbahnhöfen
Nach dem Mauerbau 1961 galten die Grenzbahnhöfe als neuralgische Fluchtpunkte aus der DDR. Zwischen 1975 und 1980 wurden diese auf DDR-Seite daher umgestaltet, um derartige Versuche zu unterbinden: Die Bahnsteige wurden mit Gittern und Sichtschutzeinrichtungen versehen. Größere Vorhaben waren die Anlage von Schaubrücken über alle Gleise, weiträumige Flutlichtanlagen sowie in ein Sandgleis führende Schutzweichen, falls nicht möglich, wurden Gleissperren aufgelegt. Diese sollten einen Zug, der ohne Halt durch den Grenzbahnhof gefahren wäre, auf tote Gleise lenken bzw. zum Entgleisen bringen. Der wachhabende Offizier gab nach Kontrolle – im einfachen Fall – die Sandweiche bzw. die Gleissperre zur Ausfahrt des Zuges in Richtung Bundesrepublik frei. So stellte sich das die Stasi vor; die Realisierung war jedoch von den örtlichen Gegebenheiten abhängig. Erheblich kompliziertere Schritte waren in den meisten Bahnhöfen nötig.
Bei Reisezügen war der Bahnsteig während der Personenkontrolle für Reisende gesperrt. Bei Güterzügen wurde ebenso penibel kontrolliert, selbst der Inhalt von Kesselwagen. Für die Lokführer von Reichsbahn und Deutscher Bundesbahn galt seitens der Reichsbahn ein striktes Kontaktverbot. Sofern Lokomotiven im Bahnhof parallel standen, erfolgte grundsätzlich die Anweisung an die Lokführer, eine Fahrzeuglänge vor- oder zurück zu stoßen. Die innerdeutschen Grenzbahnhöfe waren so faktisch außerhalb des Bewusstseins der DDR-Bürger, die nur mit Passierscheinen die 5-km-Kontrollstreifen im Grenzgebiet betreten durften. Auch am Bahnhof Oebisfelde gab es detaillierte Regeln. Der Bahnhof Probstzella verfügt über ein Grenzbahnhofs-Museum und war zu DDR-Zeiten ab 1961 durch einen abseits gelegenen Haltepunkt vom Grenzgeschehen getrennt. Eine Sonderstellung nahm die in Ost-Berlin gelegene Grenzübergangsstelle im S-Bahnhof Friedrichstraße ein: Der unterirdische Umsteigebahnhof wurde labyrinth-artig umgestaltet, was zudem dem MfS problemlos ermöglichte, Agenten ins westliche Ausland ein- und von dort auszuschleusen.
Auf Bahnhöfen auf der bundesdeutschen Seite kümmerten sich ehrenamtliche Betreuer der Bahnhofsmission seit Mitte der 1950er Jahre um Reisende. Sie reichten Tee in die Eisenbahnabteile, verteilten Essen und betreuten auch die aus der DDR Geflüchteten.

### Einsatz radioaktiver Strahlenquellen
Weil gemäß Transitabkommen Kontrollen von Fahrzeugen nur bei begründetem Verdacht erfolgen durften, installierte und betrieb das Ministerium für Staatssicherheit unter dem Decknamen „Technik V“ an den Grenzübergangsstellen in und um Berlin und an den Autobahnkontrollpunkten zwischen Ost- und Westdeutschland 17 gefährliche radioaktive Gammakanonen, um Fahrzeuge heimlich mit harter ionisierender Gammastrahlung zu beschießen, die Karosserie und Bodenbleche 10 bis 30 Sekunden lang durchdrang, und sich im Strahlenfeld aufhaltende Flüchtlinge sichtbar machte. Die Strahleneinrichtungen wurden von der Stasi durchgängig im Schichtdienst betrieben. Sie bestanden aus der Strahlereinheit, bestehend aus einem etwa 50 kg schweren, kugelförmigen Bleicontainer, der die radioaktive Cäsium-137-Strahlenquelle beinhaltete, der Steuerelektronik und einem Detektorsystem mit Bildschirm. Die gewöhnlichen DDR-Zöllner erfuhren nichts von der geheimen radioaktiven Kontrolltechnik, mit der in der Regel alle Transitreisenden durchleuchtet wurden, weil die uniformierten Kräfte durch eine strenge „Betreteordnung“ von den gefährlichen Punkten ferngehalten wurden. Die letzte Strahleneinrichtung wurde am 9. November 1989 kurz vor der Grenzöffnung demontiert. Die Auswirkungen geeigneter, relativ harter Strahlendosen, wurden zuvor an Hunden erprobt, von denen viele danach getötet werden mussten. Im Strahlenschutz geht man bei der Beurteilung der Folgeschäden aufgrund des Vorsorgeprinzips davon aus, dass jede noch so kleine Dosis einen negativen Effekt haben kann (LNT-Modell). Gesundheitliche Schäden wie Leukämie treten nach circa 7 bis 10 Jahren und andere Krebsschäden nach 15 bis 20 Jahren ein.

## Grenztote
| Zahl der Todesopfer                                                | Zahl der Todesopfer     | Zahl der Todesopfer    | Zahl der Todesopfer |
|                                                                    | Vor dem 13. August 1961 | Ab dem 13. August 1961 | Insg. bis 1989      |
| ------------------------------------------------------------------ | ----------------------- | ---------------------- | ------------------- |
| Berliner Grenze/Mauer                                              | 37                      | 136                    | 173                 |
| Innerdeutsche Landgrenze                                           | 100                     | 238                    | 371                 |
| Ostsee                                                             | 15                      | 174                    | 189                 |
| Sonstige Fluchtwege (Flugzeugentführung, Warenexport, Transitwege) | 0                       | 7                      | 7                   |
| Angehörige des DDR-Grenzdienstes im Einsatz                        | 11                      | 16                     | 27                  |
| Sowjetische Fahnenflüchtige                                        | 1                       | 5                      | 6                   |
| Flugzeugabschüsse im Grenzgebiet                                   | 14                      | 3                      | 17                  |
| Total:                                                             | 178                     | 612                    | 790                 |

Für die Zahl der Opfer der innerdeutschen Grenze gibt es unterschiedliche Angaben, Forschungen dazu sind noch nicht abgeschlossen. Die Zentrale Erfassungsstelle der Landesjustizverwaltungen Salzgitter, die ihre Arbeit 1992 einstellte, zählte insgesamt 872 Todesopfer, nahezu ausschließlich Flüchtlinge, aber auch einige Angehörige der DDR-Grenztruppen oder Fahnenflüchtige der sowjetischen Armee. Die Gesamtzahl läge etwas unter der Zahl der Toten, die an der Grenze zwischen der Tschechoslowakei und Österreich gezählt wurden. Dort handelte es sich allerdings zu 80 % um Angehörige bewaffneter Einheiten.
Während die Berliner Staatsanwaltschaft von 270 nachgewiesenen Todesfällen an der innerdeutschen Grenze einschließlich Berlins infolge eines Gewaltakts der Grenzsicherungskräfte inklusive Minentoten und Selbstschussanlagen sprach, hat die zwischen 1991 und 2000 bestehende Zentrale Ermittlungsstelle für Regierungs- und Vereinigungskriminalität (ZERV) 421 Verdachtsfälle auf Tötungen durch die bewaffneten Kräfte der DDR registriert. Die Arbeitsgemeinschaft „13. August“ veröffentlichte am 12. August 2003 eine Zahl von 1008 Opfern des DDR-Grenzregimes von 1949 bis 1989, geht dabei aber von einem relativ weiten Opferbegriff aus; enthalten sind zum Beispiel in der Ostsee ertrunkene Flüchtlinge, Opfer von Unfällen während der Flucht, Suizide nach entdeckter Flucht und auch von Flüchtlingen erschossene Grenzsoldaten sowie Todesfälle deutscher Flüchtlinge an anderen Grenzen (ČSSR, Jugoslawien). 2010 wies das von der Arbeitsgemeinschaft betriebene Mauermuseum am Checkpoint Charlie 1393 Tote aus. Der Leiter des Forschungsverbundes SED-Staat der FU Berlin, Klaus Schroeder, kritisierte 2010 den „sehr weiten Begriff von Maueropfer“ des Mauermuseums. Er geht aufgrund noch unerforschter Bereiche aber auch von mehr Opfern aus als „offiziell bekannt sind“ und rechnet mit insgesamt etwa 1000 Opfern des DDR-Grenzregimes.

### Getötete Ostdeutsche
unvollständig
| Name                  | Todesdatum        | Todesort                   | Umstände |
| --------------------- | ----------------- | -------------------------- | --- |
| Günter Porzuckowiak   | 10. April 1953    | Sommersdorf                | Beim Versuch nahe Sommersdorf aus der DDR zu flüchten eröffneten zwei Grenzpolizisten das Feuer. Günter Porzuckowiak erlitt tödliche Schussverletzungen, seinem Freund gelang die Flucht. |
| Frieda Klein          | 10. August 1963   | Gudersleben                | Schwanger, durch Schüsse im Wald an der Grenze tödlich verletzt. |
| Manfred Glotz         | 7. Mai 1965       | Ilfeld                     | Bereits jenseits des Grenzzaunes von Schüssen getroffen und im Krankenhaus gestorben. |
| Reinhard Brudöhl      | 22. August 1965   | Sommersdorf                | Grenzsoldat, bei einem Fluchtversuch erschossen. |
| Wolfgang Graner       | 31. Mai 1971      | Wiesenfeld                 | Grenzsoldat, bei einem Fluchtversuch erschossen. Graner hatte im Februar 1971 Frank Möller erschossen.                                                                                    |
| Johannes-Leo Hoffmann | 14. November 1972 | bei Teistungen             | gilt als erstes Opfer der Selbstschussanlagen |
| Emanuel Holzhauer     | 2. Juli 1977      |                            | Als Säugling auf der Flucht im Kofferraum erstickt. |
| Heiko Runge           | 8. Dezember 1979  | Sorge (Harz)               | Wurde im Alter von 15 Jahren bei einem Fluchtversuch über die innerdeutsche Grenze von zwei DDR-Grenzsoldaten erschossen.                                                                 |
| Heinz-Josef Große     | 29. März 1982     | Wahlhausen-Schifflersgrund | Von Grenzsoldaten wenige Meter vor Erreichen westdeutschen Gebietes erschossen, nachdem der Grenzzaun bereits überwunden war.                                                             |
| Harry Weltzin         | 4. September 1983 | Kneese                     | Durch Auslösen der Selbstschussanlage umgekommen. |
| Frank Mater           | 22. März 1984     | bei Wendehausen            | gilt als letztes Opfer der Selbstschussanlagen |

### Getötete Westdeutsche
| Name                   | Todesdatum         | Todesort              | Umstände |
| ---------------------- | ------------------ | --------------------- | --- |
| Herbert Muhs           | 25. September 1950 | Trave bei Dummersdorf | Der 20-jährige überquerte mit einem Schlauchboot die Trave, um auf der Ostseite bei Bauern Lebensmittel zu besorgen. Nach seiner Entdeckung durch DDR-Grenzposten flüchtete Muhs zurück zu seinem Schlauchboot. Die ihn verfolgenden Grenzposten eröffneten das Feuer. |
| Kurt Lichtenstein      | 12. Oktober 1961   | Klötze                | Der Dortmunder Journalist Kurt Lichtenstein wurde an der (parallel zur innerdeutschen Grenze verlaufenden) Kreisstraße 85 zwischen Kaiserwinkel und Zicherie (Niedersachsen) am 12. Oktober 1961 von Grenztruppen der DDR erschossen, als er mit LPG-Bauern auf DDR-Gebiet sprechen wollte. An der Stelle erinnert eine Gedenkstätte an ihn. |
| Ernst Wolter           | 11. Juni 1967      | Riebau                | Der 80-jährige Landwirt Ernst Wolter passierte vermutlich auf der Suche nach Kühen die Grenze und wurde von einer Mine schwer verletzt. Da den Grenzsoldaten die exakte Lage der Minen nicht bekannt war, blieb er unversorgt und starb nach etwa zweieinhalb Stunden. |
| Erich Tesch            | 10. Oktober 1967   | Haldensleben          | Der 65-jährige in Köln lebende Erich Tesch überquerte die Grenze in West-Ost-Richtung, wobei er eine Mine auslöste und an den Folgen der Detonation starb. |
| Michael Gartenschläger | 30. April 1976     | Leisterförde          | Der Fluchthelfer Michael Gartenschläger wurde beim Versuch, Selbstschussanlagen an der Grenze abzumontieren, von einer Spezialtruppe der Staatssicherheit in Uniformen der DDR-Grenztruppen erschossen. |
| Falk Heinz Schröder    | 29. September 1987 | Sommersdorf           | Der einst aus der DDR ausgewiesene Falk Heinz Schröder schnitt ein Loch in den Steckmetallzaun, um im Grenzbereich Flugblätter zu den Menschenrechten zu verteilen. Er wurde von einer Kradstreife gestellt. Die DDR behauptete, dass er sich selbst mit seiner eigenen Pistole in die Brust geschossen haben soll. Im Westen wurde diese Version nicht geglaubt. Das Opfer wurde bereits 1980 von der DDR in die Bundesrepublik abgeschoben, nachdem er bereits mehrere Jahre im Zuchthaus Bautzen verbringen musste. |

### Tote sonstiger Nationalität
| Name          | Todesdatum      | Todesort           | Umstände |
| ------------- | --------------- | ------------------ | --- |
| László Balogh | 22. Juni 1973   | Spechtsbrunn       | Ungarischer Bürger, der mit einer DDR-Bürgerin fliehen wollte und dabei erschossen wurde. |
| Benito Corghi | 5. August 1976  | Hirschberg (Saale) | Italienischer Fernfahrer, Mitglied der Kommunistischen Partei Italiens. |
| Nikolai Gall  | 25. Januar 1984 | Sorge (Harz)       | Soldat der GSSD, desertierte bewaffnet von seiner Einheit bei Quedlinburg, kaperte einen Linienbus und ließ sich Richtung Grenze bei Sorge fahren. Wurde im Waldgebiet von den Grenztruppen erschossen. |

## Grenzübergänge

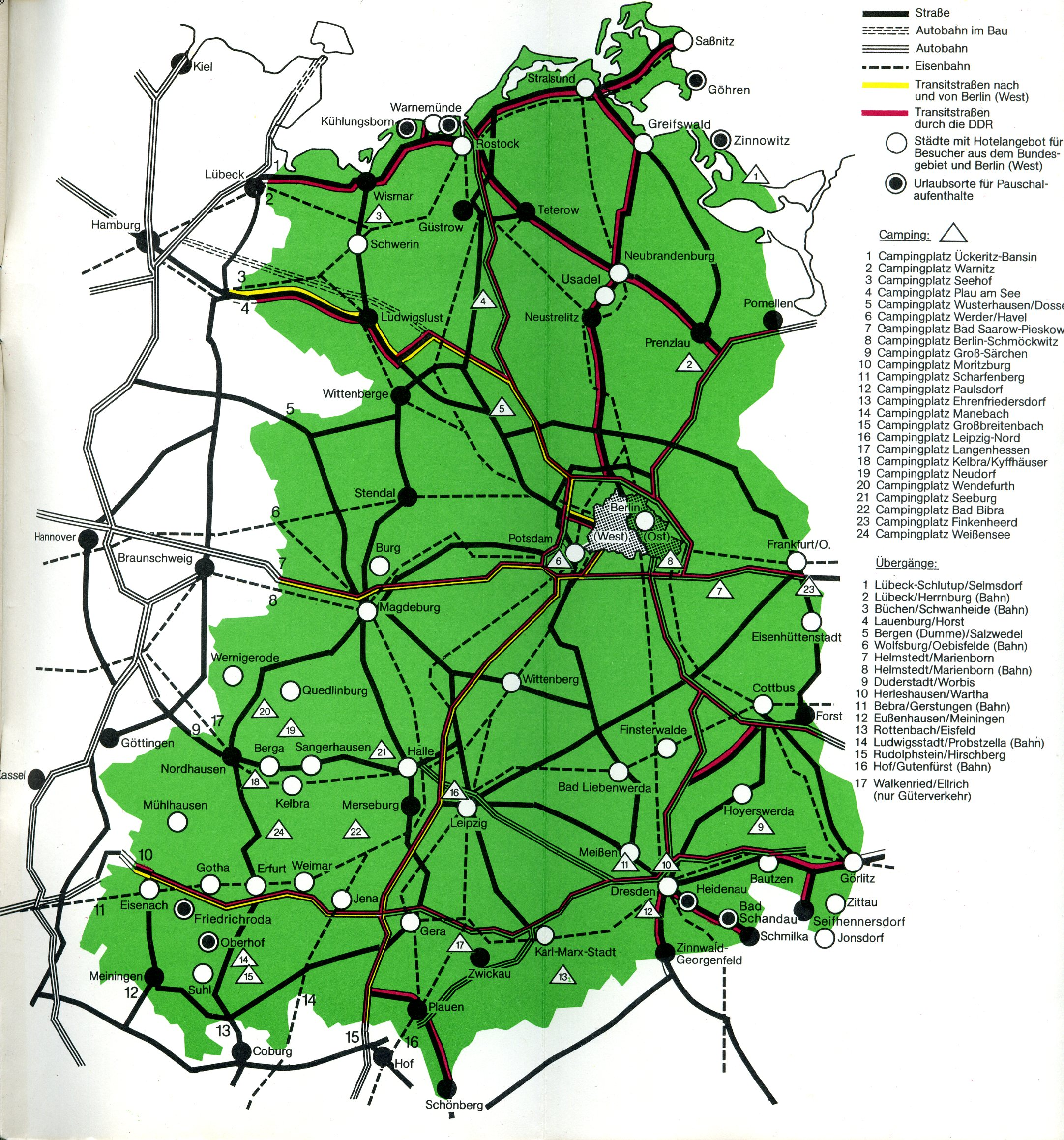
Transitstrecken und Übergänge (1982)

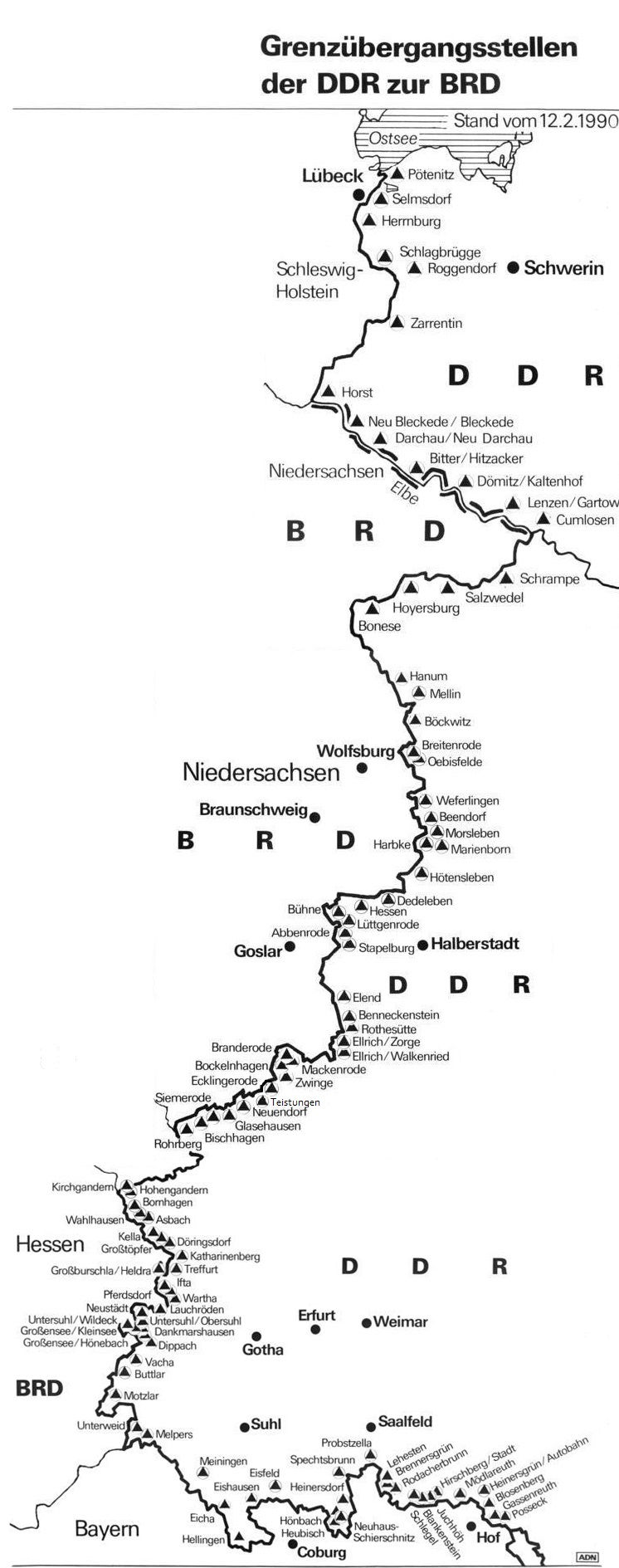
Übergänge im Februar 1990

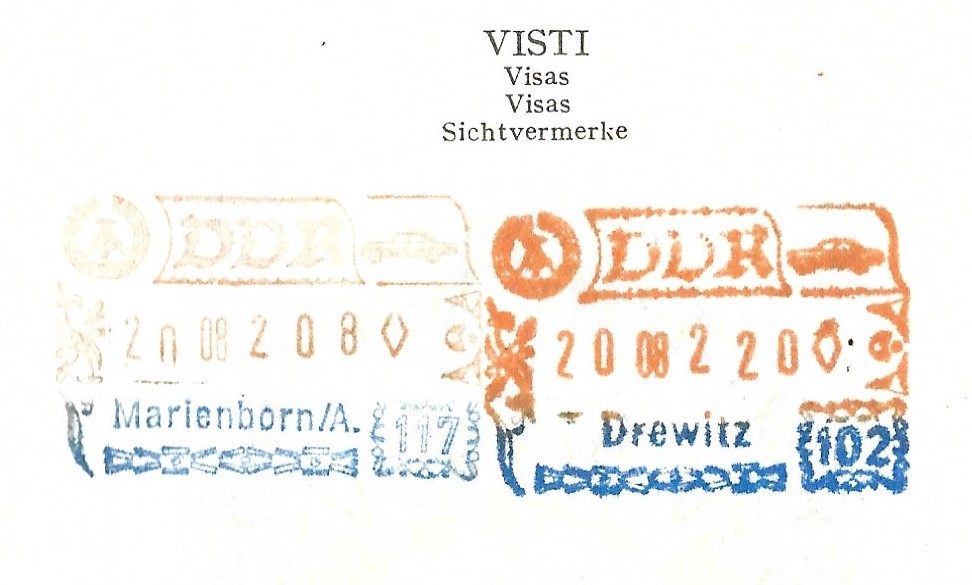
Sichtvermerke der Grenzübergänge Marienborn und Drewitz vom August 1980

Die Zahl der Übergänge zwischen den zwei der drei Westzonen beziehungsweise der Bundesrepublik Deutschland und der Sowjetischen Besatzungszone bzw. der DDR variierte im Laufe der Jahrzehnte. 1952 wurden verschiedene Straßen- und Eisenbahnübergangstellen durch die DDR geschlossen. Im Vorfeld des Grundlagenvertrages wurde am 26. Mai 1972 der Verkehrsvertrag abgeschlossen. Danach wurden mehrere Übergänge für den kleinen Grenzverkehr geöffnet und auf den vorhandenen Eisenbahnübergängen zusätzliche Züge eingeführt.

### Straßen
Bis 1952 gab es viele Straßenübergänge zwischen der Bundesrepublik Deutschland und der DDR, mit der Verschärfung des Grenzregimes wurden die meisten davon geschlossen. Unter anderem konnten bis dahin folgende Übergänge genutzt werden:
- Lübeck – Herrnburg
- Günthers – Motzlar
- Lauenstein – Probstzella
- Neustadt bei Coburg – Sonneberg, nur Güterverkehr
- Kirchgandern – Besenhausen, rund zwei Millionen Flüchtlinge nutzten von Kriegsende bis 1952 diesen Grenzübergang in der Nähe von Friedland (Niedersachsen)
- Hof/Töpen (Bayern) – Heinersgrün (Autobahn) (Sachsen), im Zuge der heutigen Bundesautobahn A72, von Kriegsende bis 1951, danach Abwicklung des Interzonenverkehrs über den 1951 eröffneten Grenzübergang Töpen – Juchhöh

#### Transitverkehr
Die folgenden Übergänge konnten zwischen 1952 und 1989 vom Transitverkehr nach Berlin sowie vom Reise- und Güterverkehr in die DDR genutzt werden:
1. Lauenburg/Elbe (Schleswig-Holstein) – Horst (Bezirk Schwerin), einziger Übergang, der im Transitverkehr nach Berlin zwischen Sonnenauf- und -untergang auch von Radfahrern genutzt werden konnte, B5/F5, für den Transitverkehr von und nach Berlin (West) nur bis 19. November 1982 (für den Reiseverkehr in die DDR und den Transitverkehr in Drittstaaten blieb der Übergang Lauenburg/Horst auch weiterhin geöffnet), für den Transit von und nach Berlin (West) am 20. November 1982 abgelöst vom
2. Grenzübergang Gudow/Zarrentin, nach Fertigstellung der Autobahn Hamburg – Berlin, ab 1982
3. Grenzübergang Helmstedt/Marienborn, Autobahn Hannover – Berlin
4. Grenzübergang Wartha/Herleshausen, in der Nähe der mehrfach die Grenze kreuzenden und deshalb über mehrere Kilometer gesperrten Autobahn Kirchheimer Dreieck – Eisenach – Hermsdorfer Kreuz
5. Töpen (Bayern) – Juchhöh (Bezirk Gera), im Verlauf der Fernverkehrsstraße 2. Die nahegelegene Autobahn war wegen der zerstörten Saalebrücke nicht befahrbar. Nach deren Instandsetzung 1966 wurde der Übergang geschlossen und abgelöst vom
6. Grenzübergang Rudolphstein/Hirschberg, im Verlauf der Autobahn München – Berlin

Dem Reiseverkehr in die DDR und dem Transitverkehr nach Schweden und Polen diente der Übergang Lübeck–Selmsdorf im Verlauf der Bundesstraße 104 und der Bundesstraße 105 – siehe Grenz-Dokumentationsstätte Lübeck-Schlutup.

## Gedenken

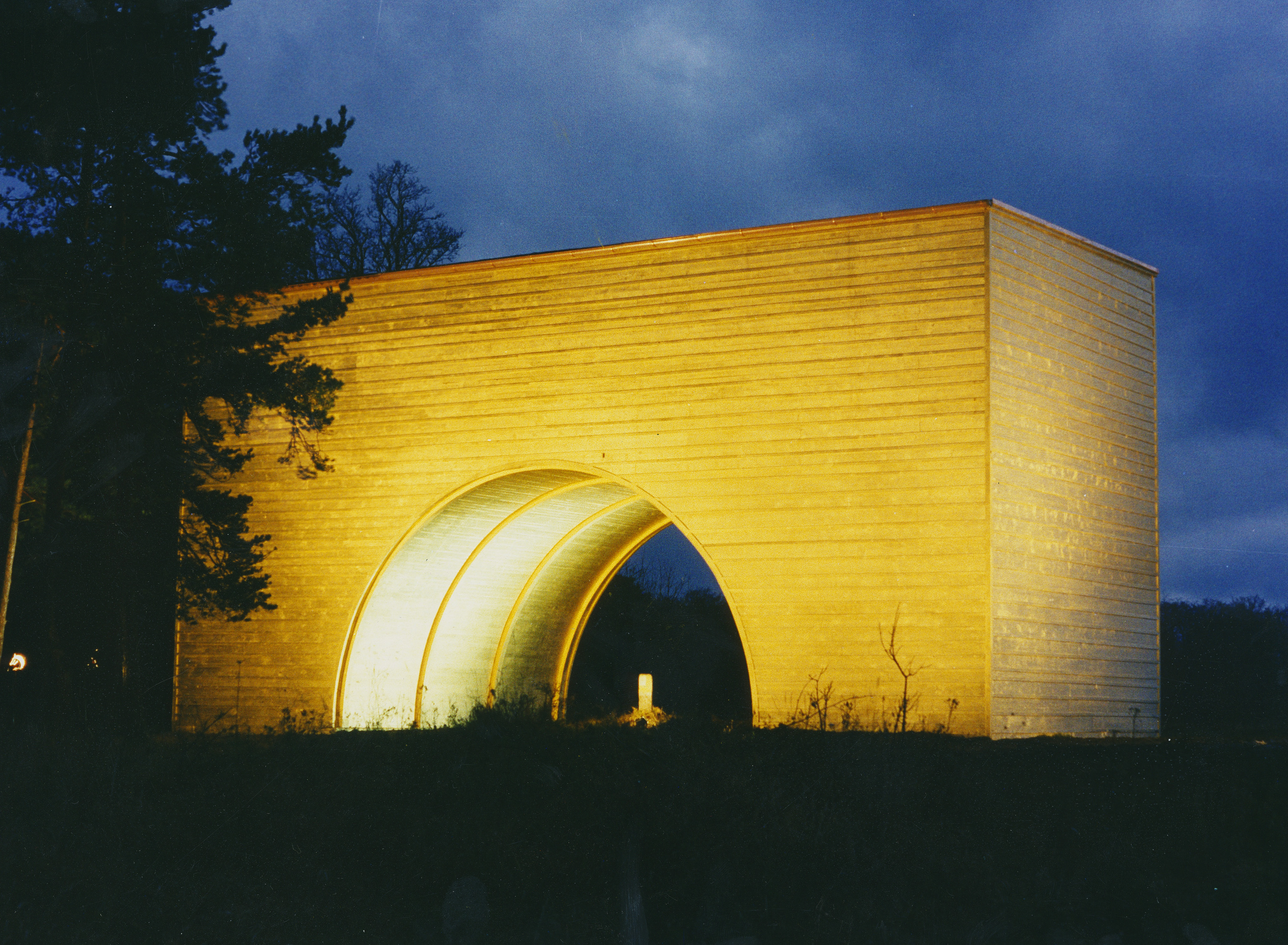
Goldene Brücke (Jimmy Fell)

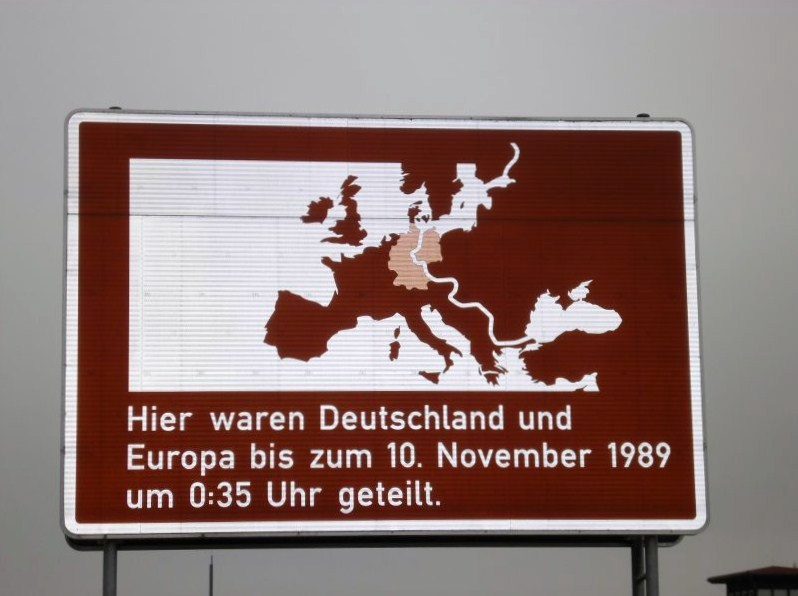
Eines von über 100 Straßenschildern entlang der ehemaligen Grenze, hier zwischen Teistungen und Gerblingerode

#### Kleiner Grenzverkehr
Die folgenden Übergänge wurden infolge des Verkehrsvertrags von 1972 für den sogenannten „Kleinen Grenzverkehr“ geöffnet und waren nur für den Reiseverkehr in den grenznahen Bereich der DDR zugelassen, nicht aber für Transitreisen nach Berlin:
1. Bergen an der Dumme (Niedersachsen) – Salzwedel (Bezirk Magdeburg), B bzw. F 71, auch bekannt als Übergang Uelzen-Salzwedel
2. Duderstadt (Niedersachsen) – Worbis (Bezirk Erfurt), B bzw. F 247, in der DDR als Grenzübergangsstelle Teistungen bekannt
3. Grenzübergang Eußenhausen/Meiningen, im Verlauf der B bzw. F 19 zwischen Mellrichstadt und Meiningen
4. Rottenbach (Bayern) – Eisfeld (Bezirk Suhl), im Verlauf der B bzw. F 4

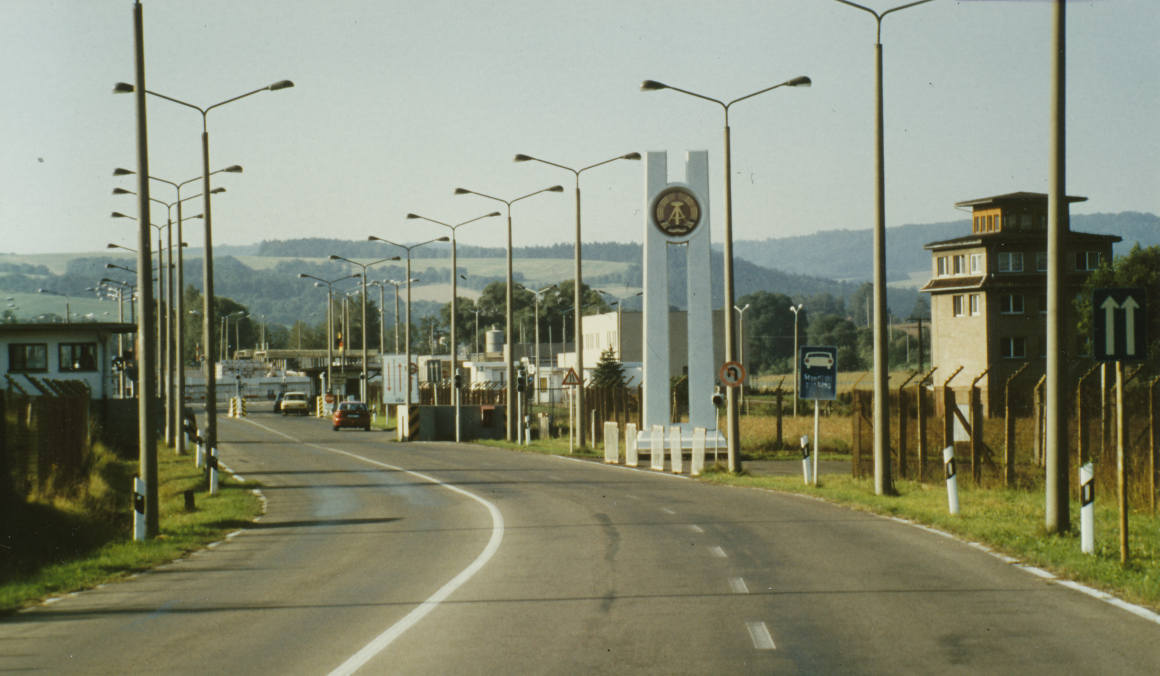
Der Grenzübergang Duderstadt/Worbis im Sommer 1989

Nach dem 9. November 1989 wurde die innerdeutsche Grenze an zahlreichen Stellen geöffnet, beispielsweise an den Übergangsstellen Schmarsau-Schrampe, Mackenrode-Nüxei, Wolfsburg-Oebisfelde oder Ellrich-Zorge. Diese neuen Grenzübergänge dienten bis zum 24. Dezember 1989 ausschließlich DDR-Bürgern zur Aus- und Wiedereinreise, danach waren sie auch für Bundesbürger geöffnet. Bei der Einreise von Nicht-EU-Bürgern – zum damaligen Zeitpunkt auch Österreichern – ergaben sich an diesen Grenzübergängen häufig Probleme.

### Eisenbahn
Direkt nach Besetzung der jeweiligen Zonen durch die Alliierten hatte die Sowjetunion den Eisenbahnverkehr zwischen ihrer Zone und den westlichen Zonen unterbrochen. Lediglich die Strecke über Helmstedt und Marienborn wurde für die Militärzüge nach West-Berlin offen gehalten, nur auf dieser Strecke gab es auch Personenverkehr. Daneben wurden einzelne Grenzübergänge weiter im Güterverkehr genutzt, die meisten Strecken blieben aber geschlossen. Im Zuge der Berlin-Blockade wurde der Personenverkehr völlig, der Güterverkehr weitgehend, eingestellt. An verschiedenen Stellen kamen Beschaubrücken zum Einsatz.
Nach Beendigung der Blockade wurden zwischen der westdeutschen Bahnverwaltung bzw. der am 7. September 1949 gegründeten Deutschen Bundesbahn und der Deutschen Reichsbahn in verschiedenen Abkommen (Abkommen von Helmstedt, 11. Mai 1949, Offenbach 3. September 1949 und Kleinmachnow, 10. September) die betrieblichen Fragen des Grenzverkehrs geregelt und die Öffnung verschiedener Übergänge auch für den Personenverkehr vereinbart.

#### Bis 1952
Bis 1952 wurden neben den weiter unten aufgeführten Strecken auch wieder verschiedene Strecken genutzt, die jeweils auf kurzen Abschnitten über bundesdeutschem oder DDR-Gebiet verliefen, wobei aber nur teilweise „echter“ Grenzverkehr mit Wechsel von Personen oder Gütern stattfand:
- Oebisfelde – Weferlingen – Helmstedt, nur für Lokleerfahrten von Reichs- und Bundesbahn genutzt, die Strecke kreuzte dreimal die Grenze
- Mühlhausen/Thüringen – Treffurt, Personen- und Güterverkehr, die Strecke verlief auf 1,3 km über westdeutsches Gebiet
- Vacha – Philippsthal, Güterverkehr bis 1962
- Vacha – Unterbreizbach, Personen- und Güterverkehr, die Strecke verlief auf 2 km über westdeutsches Gebiet, durch Neubaustrecke nur über DDR-Gebiet ersetzt
- Sonneberg – Neustadt bei Coburg, nur Güterverkehr
- Pressig-Rothenkirchen – Tettau, Personen- und Güterverkehr, die Strecke wechselte achtmal die Grenze, ca. 7 km verliefen auf DDR-Gebiet
- Ludwigsstadt – Lehesten, nur Güterverkehr

#### Ab 1952
Ab 1952 wurden infolge der verschärften Grenzüberwachung nur noch folgende Übergänge und Strecken im Eisenbahnverkehr genutzt:
1. Herrnburg – Lübeck, Personen- und Güterverkehr, 1952 geschlossen, 1960 wieder eröffnet
2. Schwanheide – Büchen, Personen- und Güterverkehr, auch für Transit nach West-Berlin
3. Oebisfelde – Wolfsburg, Güterverkehr, Personenverkehr erst ab 1954, auch für Leerzüge im Güterverkehr von West-Berlin
4. Marienborn – Helmstedt (Niedersachsen), Personen- und Güterverkehr, auch für Transit nach West-Berlin
5. Ellrich – Walkenried, nur Güterverkehr
6. Wartha – Bebra, ab 28. September 1963 Gerstungen – Bebra, Personen- und Güterverkehr, auch für Transit nach West-Berlin, teilweise via Bahnstrecke Förtha–Gerstungen
7. Dankmarshausen – Heringen (Werra), Personenverkehr für den Berufsverkehr der Kaligruben im Werratal, ab 1954 nur für Kalizüge der Bundesbahn im Transit, zwischen 1967 und 1969 geschlossen
8. Probstzella – Ludwigsstadt (Bahnstrecke Hochstadt-Marktzeuln–Probstzella und Bahnstrecke Leipzig–Probstzella): Personen- und Güterverkehr, auch für Transit nach West-Berlin
9. Gutenfürst – Hof, Personen- und Güterverkehr, auch für Transit nach West-Berlin, Personenverkehr erst ab 1954

Die Deutsche Bundesbahn bezeichnete diese Übergänge explizit nicht als Grenzübergänge, während die Deutsche Reichsbahn immer von Grenzübergangsstellen (GÜSt) sprach.
Am 5. Dezember 1961 geriet der Ortsteil Berlin-Staaken in die Schlagzeilen der Presse, als ein DDR-Lokführer seinen Regional-Zug im damaligen Endbahnhof Albrechtshof nicht zum Stehen brachte, sondern die Grenzsperranlagen in Richtung West-Berlin durchbrach (siehe auch: Spielfilm „Durchbruch Lok 234“).
Danach wurde diese Strecke für den Interzonenzugverkehr zwischen Berlin und Hamburg stillgelegt und die Züge über Wannsee umgeleitet.
Es verkehrten im Personenverkehr ausschließlich Schnellzüge. Nach dem Mauerbau 1961 verloren die Transit-Züge nach West-Berlin ihre Verkehrshalte in Bahnhöfen auf DDR-Gebiet mit Ausnahme der Grenzbahnhöfe. Umgangssprachlich Interzonenzüge genannte Züge dienten den Reisen zwischen beiden deutschen Staaten und teilweise auch dem DDR-Binnenverkehr. Ab 1972 gab es bei den Übergängen Marienborn/Helmstedt, Probstzella/Ludwigsstadt und Gutenfürst/Hof neben den Schnellzügen auch je ein dem „Kleinen Grenzverkehr“ dienendes Eilzugpaar, das nur an Wochenenden und nur bis zum nächsten größeren Bahnhof auf DDR-Gebiet fuhr. Ab Sommer 1989 gab es auch ein solches Zugpaar am Übergang Herrnburg – Lübeck.
Drei Tage nach Maueröffnung 1989 wurde auf dem vorher nur zum Gütertransport genutzten Übergang Ellrich–Walkenried der Personenverkehr aufgenommen. Zum Fahrplanwechsel 1990 wurde zudem die wieder aufgebaute Strecke zwischen Eichenberg (DB) und Arenshausen (DR) als Grenzübergang in Betrieb genommen. Wie alle anderen Übergänge verloren sie aber bereits mit der Währungsunion ihre Funktion als Grenzpunkt.

#### West-Berlin
Zwischen 1961 und 1976 erreichten alle zwischen dem Bundesgebiet und West-Berlin verkehrenden Reisezüge als Transitzüge die Stadt über den Bahnhof Potsdam Griebnitzsee, ab 1976 auch über den Bahnhof Berlin-Staaken. Im Transit wurden die Reisenden kontrolliert, ohne dass formal eine Ein- und Ausreise stattfand. Die Züge von und nach Berlin fuhren ab bzw. bis zum Ost-Berliner Bahnhof Friedrichstraße. Dort wurde für Reisende nach Ost-Berlin und in die DDR eine große Grenzübergangsstelle eingerichtet. Im S-Bahnverkehr endeten West- und Ost-Berliner Linien der Berliner Stadtbahn dort an getrennten Bahnsteigen, zwischen denen anfangs eine Drahtglas-, später eine Metallwand eingebaut wurde. Im Verkehr zwischen beiden Teilen der Stadt mussten die Fahrgäste die Kontrolleinrichtungen im Bahnhof passieren. Einige internationale Züge verkehrten aus West-Berlin kommend über den Berliner Ostbahnhof (1987 bis 1998 Berlin Hauptbahnhof) weiter ins Ausland. Zwischen Friedrichstraße und Ostbahnhof waren sie nur für Transitreisende aus West-Berlin in Drittstaaten zugelassen. Im Bahnhof Friedrichstraße stiegen bei aus Osten kommenden Fernzügen zunächst Passkontrolleinheiten (PKE) in den Uniformen der DDR-Grenztruppen zu, die in Wirklichkeit Angehörige des MfS waren, und kontrollierten die Insassen. Erst danach durften Reisende einsteigen, die die Grenzübergangsstelle im Bahnhof passiert hatten oder mit U- oder S-Bahn aus West-Berlin gekommen waren. Aus Westen gekommene internationale Züge wurden nach dem Fahrgastwechsel vor der Weiterfahrt kontrolliert.

### Ostsee und Elbe
Eine besondere Rolle im Grenzsystem der DDR spielten die Ostsee- und die Elbegrenze:
An der Ostseeküste war der gesamte Strandbereich an der Lübecker Bucht von der Grenze an der Halbinsel Priwall bis kurz vor Boltenhagen streng bewachtes Sperrgebiet. Auch der restliche Abschnitt der DDR-Ostseeküste wurde wegen der Nähe zur Bundesrepublik, Dänemark und Schweden von der 6. Grenzbrigade Küste der Volksmarine bewacht. Das Befahren des Meeres, ausgenommen der inneren Boddengewässer, mit Sportbooten war nur einem ausgewählten Personenkreis mit Sondergenehmigung (PM 18, PM 19) gestattet.
Gesperrt war auch die 93,7 km lange innerdeutsche Grenze an der Elbe ab dem Wassergrenzübergang Cumlosen bei Wittenberge elbabwärts. Grenzübergänge über den Fluss gab es in diesem Bereich nicht.
Der genaue Grenzverlauf zwischen der DDR und der Bundesrepublik war in diesem Bereich strittig. Nach DDR-Auffassung verlief die Grenze in der Strommitte, nach Sichtweise der Bundesrepublik dagegen am Nordostufer.

### Binnenschifffahrt
Zwei Übergänge für die Binnenschifffahrt konnten sowohl für den Berlin-Verkehr als auch für den Wechselverkehr DDR – Bundesrepublik Deutschland genutzt werden. Sie waren nur für den Gütertransport zugelassen, nicht für reine Personenschiffe.
- Elbe: Cumlosen[37] – Schnackenburg
- Mittellandkanal: Buchhorst (Oebisfelde)[39] – Rühen

An den Grenzen West-Berlins gab es Grenzübergangsstellen für die Frachtschifffahrt auf den meisten schiffbaren Wasserwegen.

## Einreise (Formalitäten ab 1972)

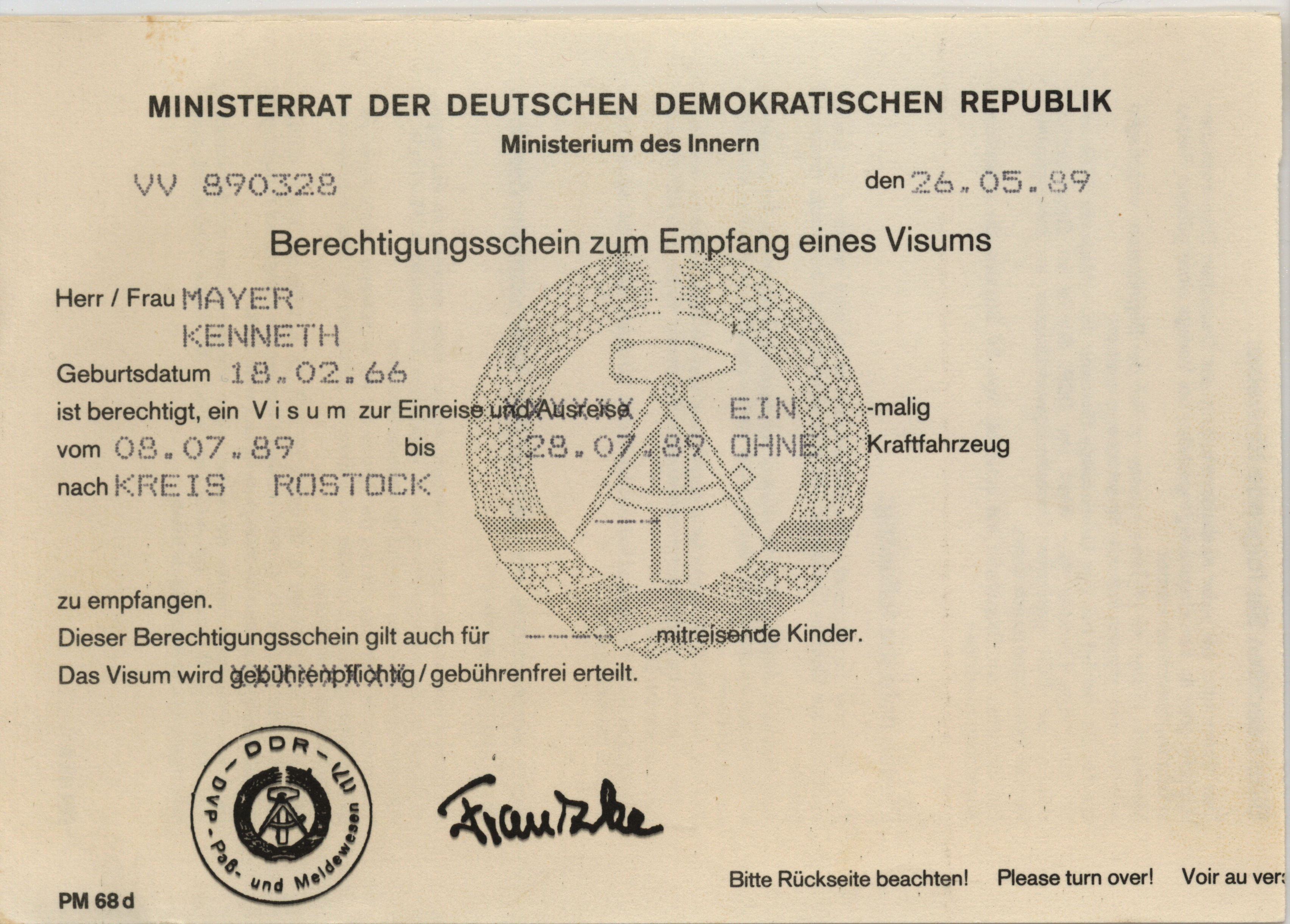
Berechtigungsschein zum Empfang eines Visums

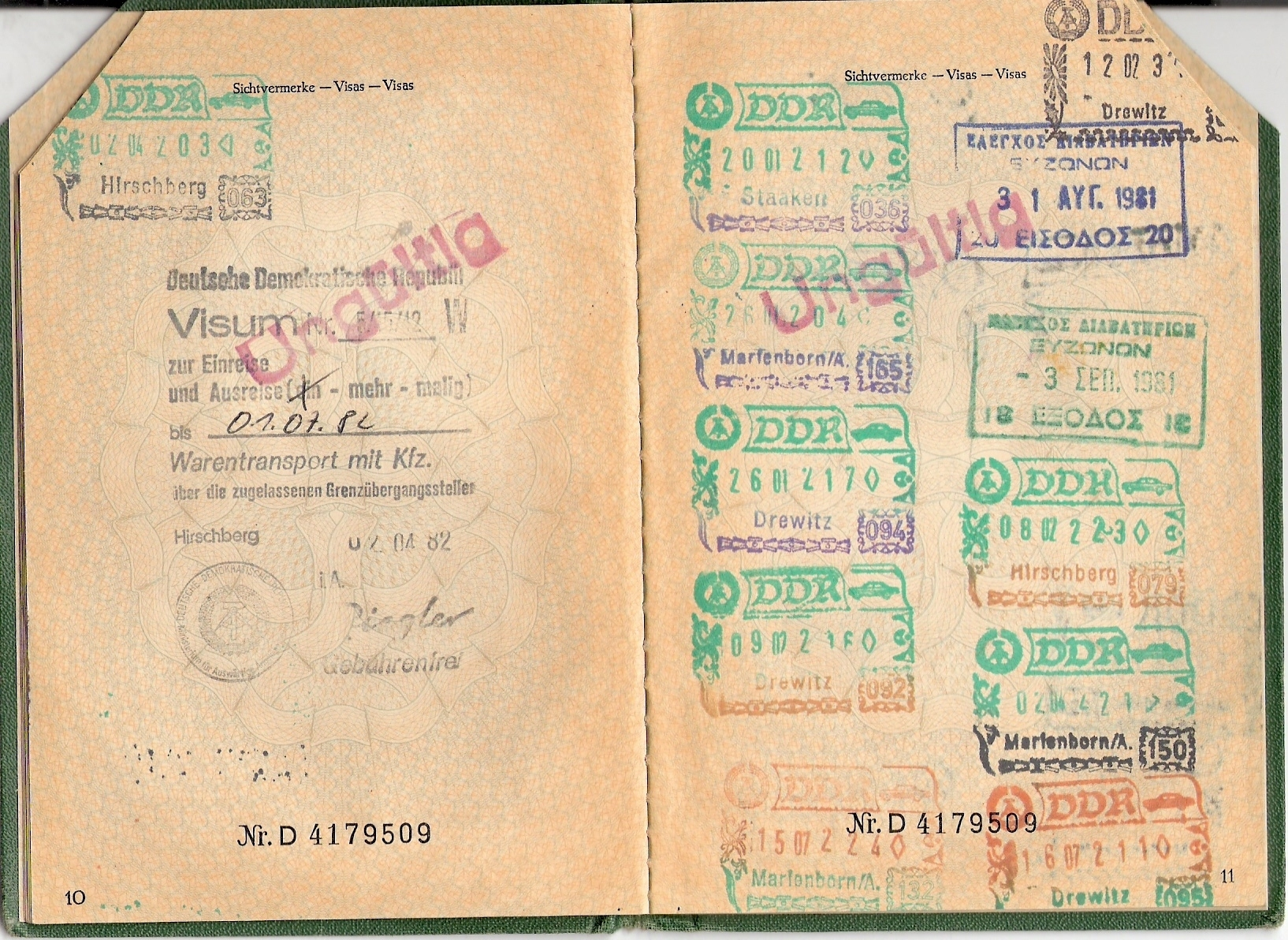
DDR-Visum nur für den Warenverkehr, Transitstempel

### Einreise auf Einladung
Jährlich einmal oder mehrmals, bis zu einer Dauer von höchstens 30 Tagen, war die Einreise auf Einladung möglich. Zur Einreise in die DDR wurde ein „Berechtigungsschein“ benötigt. Dieser musste spätestens vier Wochen vor dem Reisetermin von dem in der DDR ansässigen Gastgeber zunächst bei seinen zuständigen Behörden beantragt und dann in die Bundesrepublik gesandt werden. Er benötigte hierfür: Name, Vorname, Geburtsdatum, Geburtsort, Wohnanschrift, Tätigkeit, Name und Anschrift des Arbeitgebers, Nummer des Reisepasses und ausstellende Behörde und gegebenenfalls noch das Autokennzeichen. In einem Formular „Erklärung über mitgeführte Gegenstände und Zahlungsmittel“ mussten sämtliche mitgeführten Gegenstände, auch die eventuellen Geschenke, die in der DDR bleiben sollten, und die westlichen Zahlungsmittel aufgeführt werden. Das Formular musste an der innerdeutschen Grenze vorgezeigt werden. Die Angaben wurden generell, in der Regel stichprobenweise, teilweise aber auch sehr gründlich, überprüft. Gegen Vorlage des Reisepasses und des Berechtigungsscheines wurde an der Grenze das Visum erteilt.
In den ersten Jahren galten die Genehmigungen nur für den Wohnort des Einladenden, später für die gesamte DDR.

### Andere Einreisen
Bei Todesfällen oder akuter Lebensgefahr des DDR-Bürgers wurde ein Telegramm mit amtlichem Genehmigungsvermerk des Volkspolizei-Kreisamtes zum Empfang des Visums benötigt.
Touristenreisen mussten mindestens sechs Wochen vor Reiseantritt über ein Reisebüro gebucht werden, das den Berechtigungsschein beantragte. Die Vorabbuchung des oder der Hotels in einer der 41 angebotenen Städte war vorgeschrieben. Die Aufenthaltsgenehmigung galt nur für denjenigen der 14 Bezirke, in dem das Hotel lag. Es bestand keine Verpflichtung zum Mindestumtausch von DM.
Für Campingreisende standen vom 1. Mai bis 30. September 24 Plätze zur Verfügung. Die Reservierung sollte 40 Tage vor Reisebeginn über ein Reisebüro erfolgen. Dieses besorgte den Berechtigungsschein, die Platzreservierung und den vorgeschriebenen Reisegutschein. Hierfür wurden 25 DM täglich verlangt, die 1:1 gegen Mark der DDR umgetauscht wurden. Die zu nutzenden Grenzübergänge waren genau vorgeschrieben.
Zur Leipziger Messe genügte der Reisepass und der Messeausweis. Damit war die einmalige Ein- und Wiederausreise möglich.
Für Tagesbesuche in den genau abgegrenzten Bereich von Ost-Berlin wurde westdeutschen Bürgern das Visum an den Sektorenübergängen Berlins unmittelbar von den DDR-Behörden erteilt. Wichtig war hier die Rückkehr bis Mitternacht. Ein Berechtigungsschein war nicht notwendig. Den Einwohnern von West-Berlin wurden diese Tagesbesuche nicht gestattet. Für Personen, die ihren ständigen Wohnsitz in West-Berlin hatten, gab es besondere Vorschriften (→ Berechtigungsschein für West-Berliner). Für den im Oktober 1972 eingeführten sogenannten Kleinen Grenzverkehr waren wiederum besondere Regelungen im grenznahen Verkehr maßgeblich.
Tagesausflüge nach Rostock oder seinem Hafenstadtteil waren ab 1976 mit einem Seebäderschiff (Travemünde–Warnemünde) möglich. Mindestumtausch oder Berechtigungsschein war nicht erforderlich.

### Gebühren
Für das Visum wurde eine Gebühr von 15 Deutsche Mark erhoben. Für Kinder unter 16 Jahren war es gebührenfrei.
Zusätzlich mussten je Person und Aufenthaltstag 25,00 DM in 25,00 Mark (DDR) umgetauscht werden, die nicht rücktauschbar waren. Kinder bis zum 6. Lebensjahr waren befreit; Kinder bis zum 15. Lebensjahr mussten 7,50 DM pro Tag und Person umtauschen. War infolge von Krankheit ein längerer Aufenthalt, als der genehmigte in der DDR notwendig, wurde auf zusätzlichen Umtausch verzichtet. Die Mindestumtauschsätze galten seit dem 13. Oktober 1980.

### Meldepflichten
Der Einreisende musste sich innerhalb von 24 Stunden nach seiner Ankunft bei dem zuständigen Volkspolizei-Kreisamt beziehungsweise der zuständigen Meldestelle der Volkspolizei anmelden. Hier wurde die Aufenthaltsgenehmigung in den Reisepass eingestempelt. Bei der Anmeldung wurde die Vorlage der Mindestumtausch-Quittung verlangt. Vor der Rückreise musste der DDR-Besucher sich wieder bei der entsprechenden Stelle abmelden und das Visum zur Ausreise wurde im Pass erteilt.
Die Dienststellen in den kleineren Orten waren an Wochenenden und Feiertags geschlossen, daher musste hier die Einreise so geplant werden, dass die 24-Stunden-Frist in jedem Fall eingehalten wurde. In allen größeren Orten und den Städten waren die Volkspolizeidienststellen an jedem Tag geöffnet. Bei der Rückreise am Wochenende konnte die Abmeldung bereits freitags vorgenommen werden. Grundsätzlich waren An- und Abmeldung gleichzeitig möglich, was bei längeren Besuchen jedoch in der Regel bei den Dienststellen auf Missfallen stieß, da diese Vorgehensweise nur für kürzere Aufenthalte vorgesehen war.
Zusätzlich hatte man sich bei einer privaten Übernachtung im für jedes Wohngebäude geführten Hausbuch einzutragen. Praktisch war das nicht immer möglich (wenn zum Beispiel in einem Mehrfamilienhaus die das Hausbuch führende Familie verreist war). Manchmal war die Befolgung auch von der Situation der Gastgeber abhängig; je nach sozialer Kontrolle in der Nachbarschaft und beruflichen Verpflichtungen der Gastgeber wurde der Eintrag von diesen mal dringend erbeten, mal von nicht formal einladenden Gastgebern unterlaufen.

### Benutzung der Übergänge
Die Wahl des Übergangs war frei. Für die Ein- und Ausreise bei mehrtägigen Aufenthalten musste nicht der gleiche Übergang gewählt werden. Für die Einreise mit dem Pkw war eine besondere Genehmigung notwendig, die im Berechtigungsschein vermerkt wurde. Die Benutzung von Motorrädern oder Fahrrädern zur Einreise in die DDR wurde nicht gestattet. Jedoch war eine Grenzquerung im Transitverkehr zwischen West-Berlin und Hamburg auf der Fernverkehrsstraße 5 bis 1982, dem Jahr der Fertigstellung erster Autobahnabschnitte auf der A 24 in Richtung Hamburg, möglich.
Auch für Dieter Thomas Heck war 1983 nach einer Wetten,-dass..?-Sendung keine Radtour zur IFA Berlin durchführbar. Zur Einreise in die DDR per Fahrrad musste er sich mit einem Heimtrainer, der in einem Reisebus aufgestellt war, begnügen.

## Ausreise und legale Übersiedlung in die Bundesrepublik
Für DDR-Bürger waren die legalen Möglichkeiten, die innerdeutsche Grenze zu übertreten, sehr begrenzt, wenn auch nicht unmöglich. Reisefreiheit wurde in der Regel nur zu beruflichen Zwecken bei eindeutig loyaler politischer Haltung gegenüber der DDR ermöglicht. Für Rentner bestand weitgehend Reisefreiheit, sofern sie nicht Träger wichtiger Staats- oder Betriebsgeheimnisse waren. Reisen ins westliche Ausland wurden ferner zu wichtigen familiären Besuchszwecken (beispielsweise runder Geburtstag oder Tod eines Westverwandten) gestattet. Auch die legale Übersiedlung in die Bundesrepublik war im Prinzip möglich, jedoch teilweise mit Schikanen verbunden und konnte auch – willkürlich und ohne Möglichkeit des Einspruches – abgelehnt werden. Dennoch reisten von 1961 bis 1988 etwa 383.000 Menschen legal aus der DDR aus. Vor allem in den 1980er Jahren entwickelte sich diese Form der Ausreise durch immer mehr Antragsteller und auch tatsächliche Ausreisen zu einem existenziellen Problem der DDR.

## Grenze zwischen Ost-Berlin und der DDR
Auch an der Grenze von Ost-Berlin zur DDR fanden von den 1950er Jahren bis in die 1970er Jahre Kontrollen statt, um Spekulantentum einzudämmen und unkontrollierte Ein- und Ausreisen zu verhindern. Bis 1954 wurden diese Kontrollen von sowjetischen Soldaten durchgeführt, dann von Mitgliedern der Kasernierten Volkspolizei. Im Gebiet von Eichwalde wurden in den 1950er Jahren sogar Grenzbefestigungen errichtet, an denen es 1956 zu einem Todesfall kam. Nach dem Bau der Berliner Mauer wurden diese Anlagen zurückgebaut, doch fanden noch bis 1977 an der Grenze zwischen Ost-Berlin und der DDR mehr oder minder regelmäßig Kontrollen statt.

## Kosten
Der Bau, ständige Ausbau und die Unterhaltung der schwer bewachten Grenze in Deutschland war eine große wirtschaftliche Belastung für die DDR: Baumaterial und etwa 40.000 Mann Grenztruppen wurden dafür gebunden. Von 1961 bis 1964 kostete der Aufbau und Betrieb der Grenze insgesamt 1,822 Milliarden Mark der DDR, davon entfielen 400 Millionen Mark auf die Berliner Mauer. Die laufenden Kosten wurden insgesamt auf jährlich etwa 500 Millionen Mark geschätzt. Dazu kamen die PKE des MfS. mit etwa 38 Millionen Mark jährlich.
Ein bedeutender Faktor im Haushalt der DDR waren in den Jahren von 1981 bis 1988 die Ausgaben für die Staatssicherheit und die Grenzsicherung. Sie betrugen 1981 3,7 Mrd. DDR-Mark und erhöhten sich auf 6,0 Mrd. DDR-Mark im Jahr 1988, wobei zu berücksichtigen ist, dass ein Teil der Ausgaben, die dem MfS zugutegekommen sind, auch indirekt zur Aufrechterhaltung der Grenzsicherung verwandt wurden (siehe auch: Unterstellung der Grenzsicherungskräfte).

## Rezeption in der Kultur
- Kinofilm Himmel ohne Sterne (1955)
- Fernsehfilm Preis der Freiheit (1966)[46]
- Dokumentarfilm von Ralph Giordano: Deutsches Tagebuch (1978)[47]
- Der Willi-Busch-Report (1979) und Deutschfieber (1992)
- Der Grenzwächter, DDR-Magazin im Fernsehen der DDR 1981 (Propagandafilm)[48]
- Hans Pleschinski: Ostsucht (1993)
- Kaninchenfeld, Kunstinstallation in Berlin, Karla Sachse (1996)
- Drei Stern Rot, Spielfilm, Deutschland 2001 (Internationale Hofer Filmtage 2001, Festival Max-Ophüls-Preis 2002)[49]
- Dokumentarfilm, Deutschland 2004 (54. Internationale Filmfestspiele Berlin), Regie: Holger Jahnke.[50]
- Halt! Hier Grenze – Auf den Spuren der innerdeutschen Grenze, Dokumentarfilm, Deutschland 2005, Regie: Christian Gierke.
- An die Grenze, Fernsehfilm, ZDF 2007, Regie: Urs Egger (Video).
- Die Todesautomatik, Drama 2007, von Niki Stein
- Eingeschlossen, abgeriegelt. Die Grenze durch Deutschland 1945–1990, Dokumentarfilm, Deutschland 2007, Regie: Roman Grafe.
- Computeranimation der Deutschen Welle (DW) in Zusammenarbeit mit der Stiftung Berliner Mauer zum Jahrestag des Mauerfalls, Deutschland 2009[51]
- Dokumentarfilm, DVD (50 Min.), Deutschland 2009, Regie: Dietrich Zarft und Jürgen Ritter.[52]
- Mauerhase, Dokumentation, 2010
- 1378 (km), Computerspiel, Deutschland 2010, Jens M. Stober.
- Dokumentarfilm NDR 2019[53]

## Grenzmuseen
- Grenzbahnhof-Museum

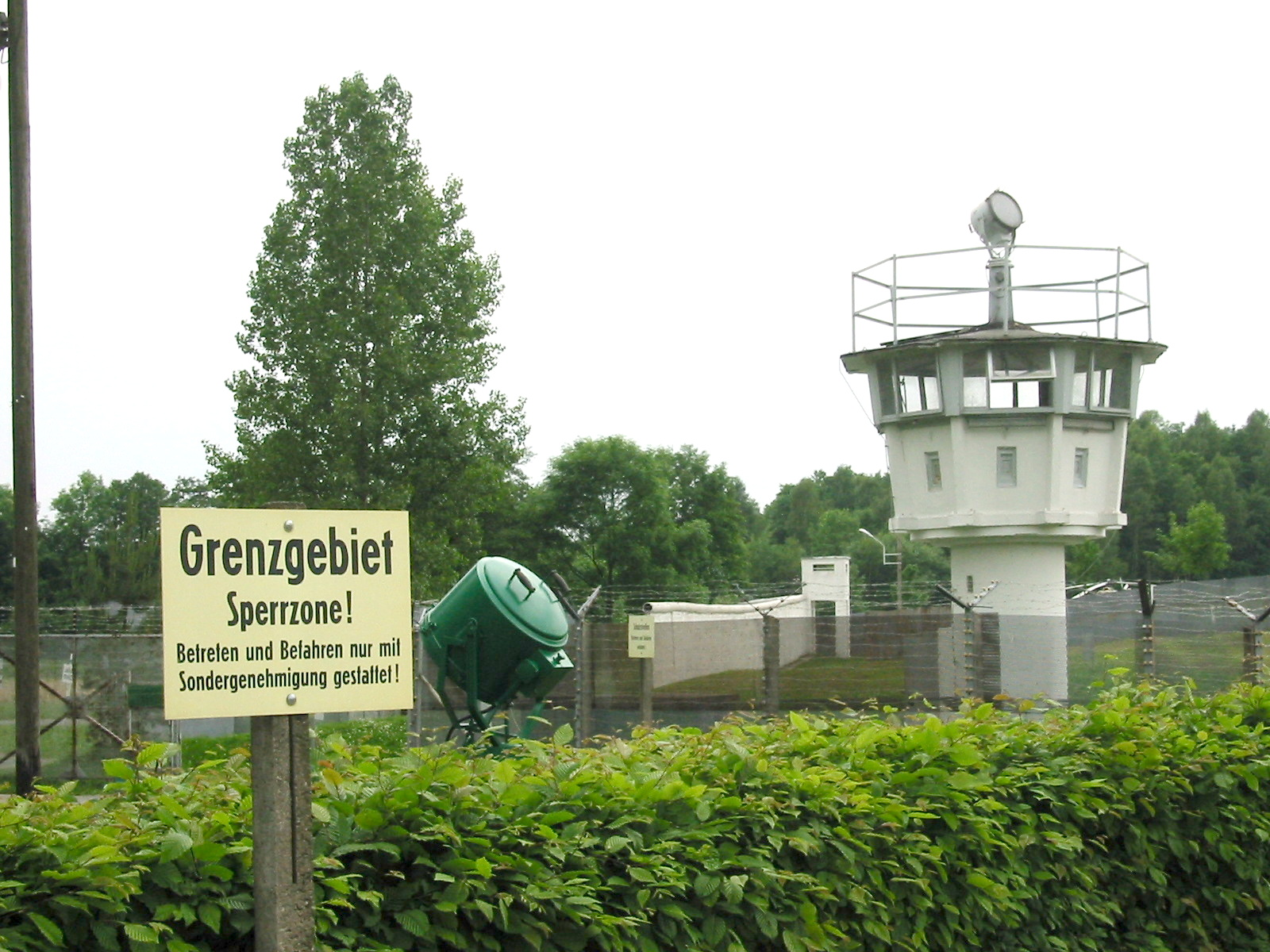
Freilichtmuseum Mödlareuth

- Deutsch-Deutsches Museum Mödlareuth
- Grenz-Dokumentationsstätte Lübeck-Schlutup
- Grenzanlagen Behrungen
- Grenzlandmuseum Bad Sachsa
- Grenzlandmuseum Eichsfeld
- Grenzmuseum Schifflersgrund
- Grenzmuseum Sorge
- Mauermuseum

## Schriftliche Quellen
Das Hessische Staatsarchiv Marburg bewahrt die schriftliche Überlieferung der Bundesgrenzschutzdirektion Mitte (Bestand 610) auf. Sie enthält zahlreiche Dokumente zur Grenze, zu den Übergängen, zum Grenzverkehr und zu den Flüchtlingen. Der Bestand ist größtenteils erschlossen und online recherchierbar.